# Liste der Baudenkmäler in Spalt
Auf dieser Seite sind die Baudenkmäler in der mittelfränkischen Stadt Spalt zusammengestellt. Diese Tabelle ist eine Teilliste der Liste der Baudenkmäler in Bayern. Grundlage ist die Bayerische Denkmalliste, die auf Basis des Bayerischen Denkmalschutzgesetzes vom 1. Oktober 1973 erstmals erstellt wurde und seither durch das Bayerische Landesamt für Denkmalpflege geführt wird. Die folgenden Angaben ersetzen nicht die rechtsverbindliche Auskunft der Denkmalschutzbehörde.

## Ensembles

### Ensemble Altstadt Spalt

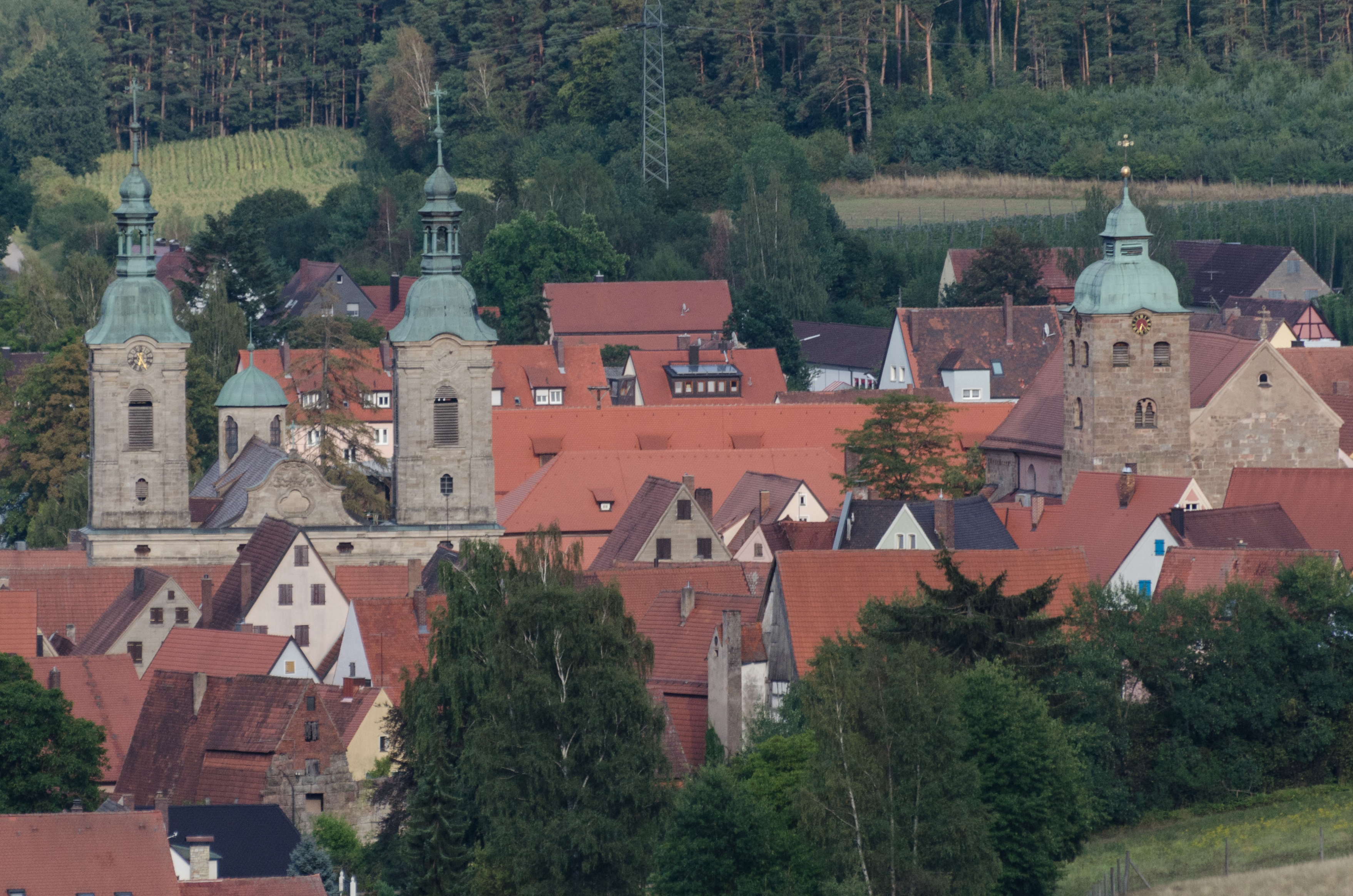
Die Altstadt Spalts von Westen

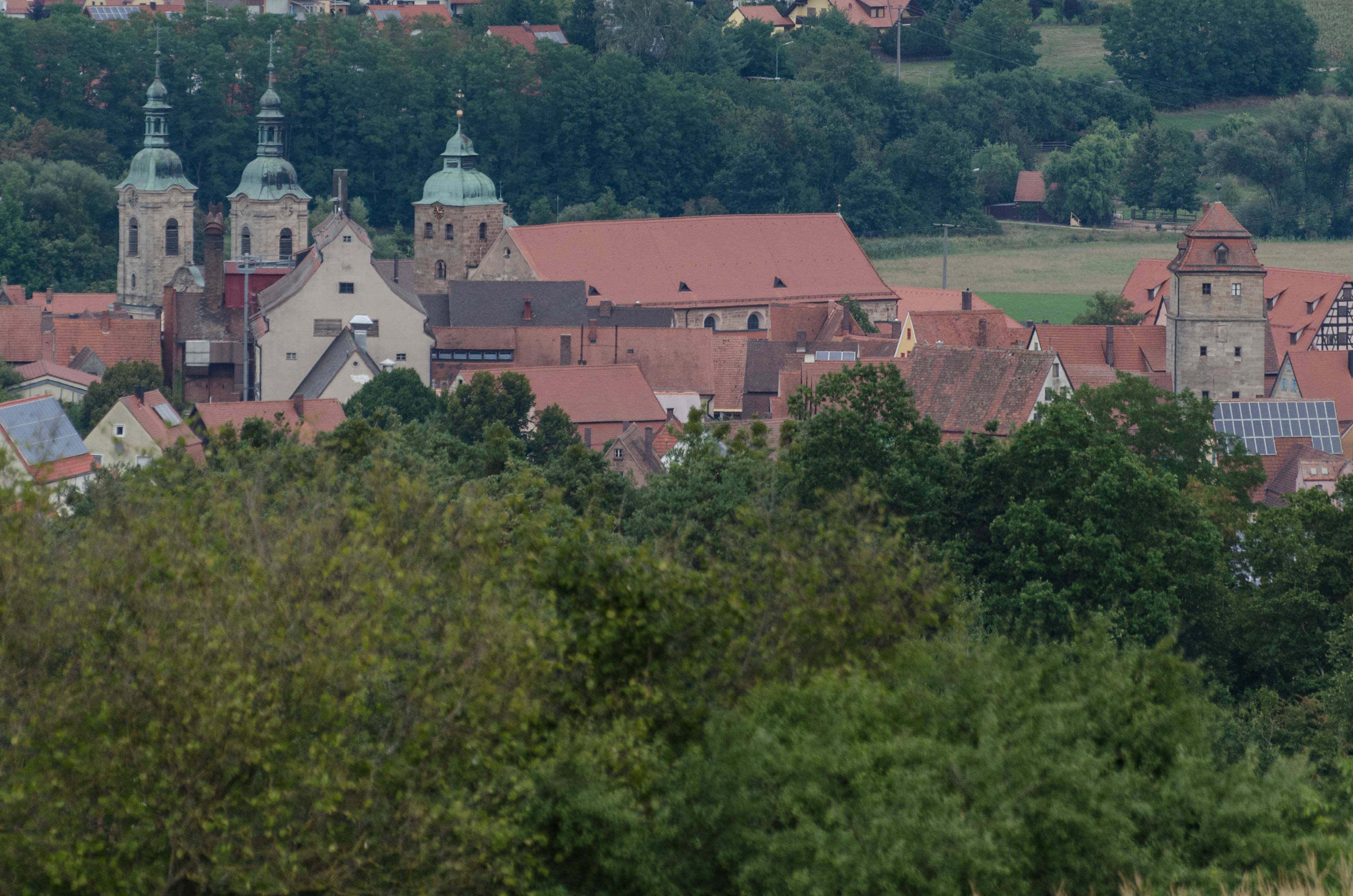
Die Altstadt Spalts von Süden

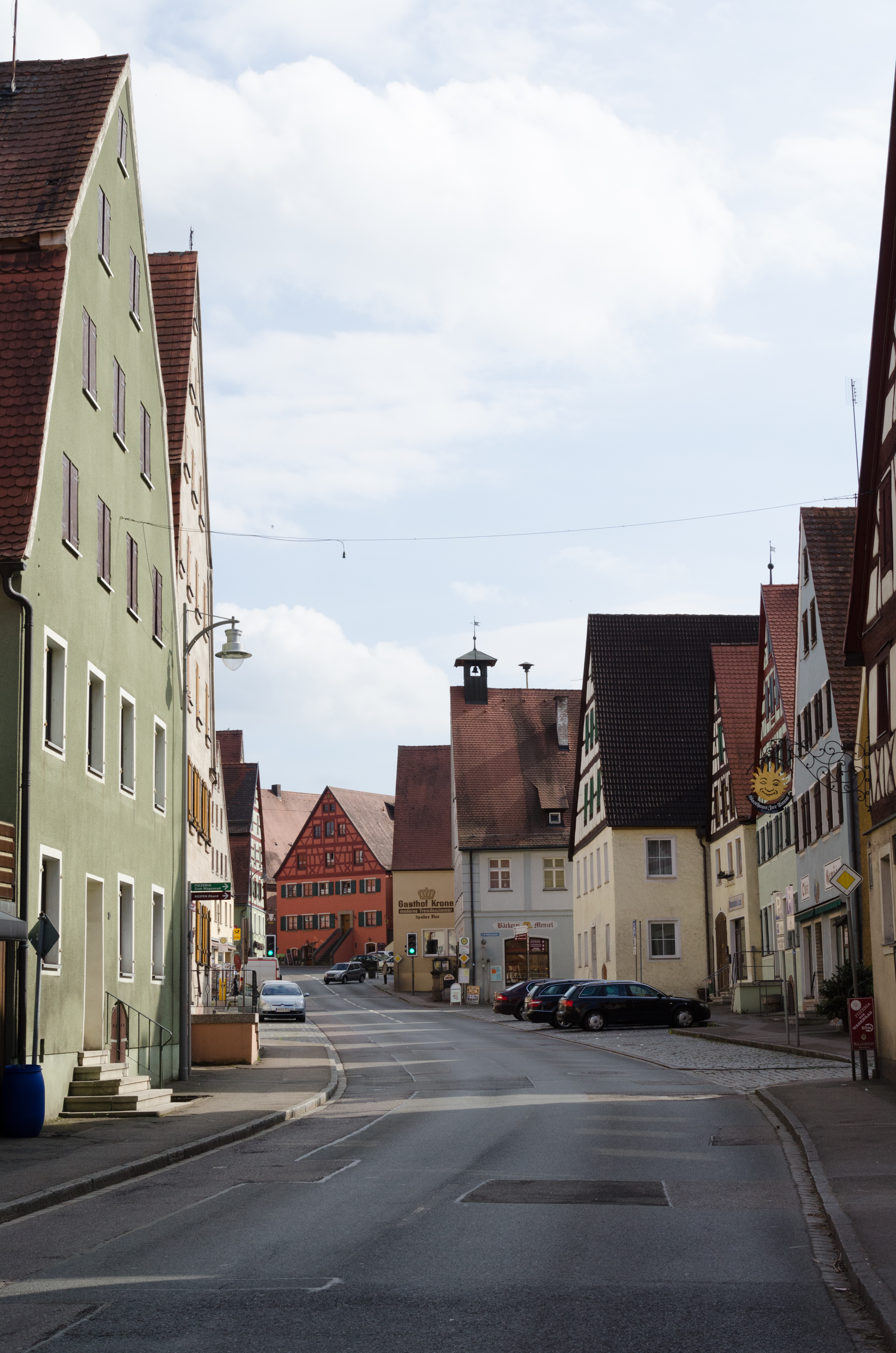
Die Hauptstraße in Nord-Süd-Richtung

Das Ensemble umschließt die Stadt Spalt in den Grenzen ihrer mittelalterlichen Ummauerung einschließlich der erhaltenen Teile der vorgelagerten Stadtgräben im Westen, Norden und Süden. Im ansteigenden Gelände am Südufer der Fränkischen Rezat gelegen, verdankt die Stadt ihre Entfaltung dem um 800 durch das Emmeramsstift in Regensburg begründete Zweigkloster St. Salvator (später St. Emmeram oder Oberes Stift), dessen mittelalterlicher Stiftsbezirk auch nach der Barockisierung von Stiftskirche und Kanonikerhöfen im Stadtgrundriss wie im Stadtbild in besonderer Weise anschaulich geblieben ist. Nördlich des Emmeramstiftes in unmittelbarer Nähe, gründete Burggraf Konrad der Fromme von Nürnberg mit seiner Frau Agnes von Hohenlohe 1292 eine zweite geistliche Niederlassung als Chorherrenstift St. Nikolaus, dessen Stiftskirche seit etwa 1300 an Stelle einer älteren Kapelle entstand und 1767/68 weitgehend zu einem Rokokobau umgestaltet worden ist. Nördlich, westlich und südlich vor den Stiftsbereichen schlossen sich seit dem 13. Jahrhundert Fischer- und Handwerkerniederlassungen an, zuerst erfolgte die Besiedlung auf der Hochterrasse, westlich von St. Emmeram, das wohl 1037 in ein Stift umgewandelt wurde, danach schob sich die Bebauung vor allem nordwärts, gegen den Fluss hin (Fröschau, untere Herrengasse, untere Hauptstraße, Gänsgasse). 1294 wird Spalt als befestigter Ort genannt, 1297 gelangten beide Stifte mit der Siedlung an das Hochstift Eichstätt, das die Herrschaft in Spalt bis 1804 behauptete. Die Schildform des Stadtgrundrisses entstand seit 1322 mit der Anlage der spätmittelalterlichen, die Stifte und die bürgerliche Siedlung einschließenden Stadtbefestigung. Mit ihren ehemals neun, jetzt noch sechs Türmen und zwei Toren wurde diese Befestigung innerhalb eines Jahrhunderts, in welchem Spalt schließlich auch Stadtrechte zugesprochen bekam, vollendet. Vom Hauptzugang der Stadt bei der alten Rezatfurt bzw. dem ehemaligen Unteren Tor, stößt die Haupt- und Marktstraße als tragende Achse im Stadtorganismus südwärts in den Mittelpunkt der Stadt, der als kleiner Dreiecksplatz ausgebildet ist. Ansteigend und den Bereich des Oberen Stifts St. Nikolaus tangierend, zog sie ehemals in schmaler, mehrfach gebrochener Führung zum Oberen Tor; erst 1930 wurde südöstlich von St. Nikolaus eine moderne Durchfahrt geschaffen und dazu beim Drechslerturm ein Teil der Stadtmauer eingelegt. Der Bezirk östlich der Hauptstraße weist in den ackerbürgerlichen und Handwerkerquartieren gegenüber der stattlichen Giebelhäuser-Bebauung der Hauptstraße deutlich herabgestufte und mit Scheunen durchsetzte Bebauung auf, an der östlichen, nach 1861 niedergelegten Stadtmauer herrschen Kleinhäuser vor. Im geistlichen Bereich des südlich anschließenden Unteren Stifts geben sich, von der barocken Stiftskirche überragt, die nach dem Vorbild Eichstätter Domherrenhöfe errichteten Barockbauten an der Nord- und Ostseite der Kirche mit ihren großen Gärten deutlich als Stiftsbauten zu erkennen. Die spätmittelalterlichen baulichen Strukturen des Emmeramstifts manifestieren sich noch in dem Anwesen des Schilthofes, Gabrieliplatz 4, der zum Stift gehörte, in dem monumentalen spätgotischen Fachwerkbau des ehemaligen Zehntkastens und dem Stiftsfriedhof an der Südseite der Kirche. Das Obere Stift hat in seiner Umbauung vom ehemaligen Kastnerhaus, Am Kirchplatz 2, abgesehen, keine barocke Erneuerung erfahren, nachdem 1619 beide Stifte vereinigt worden waren. Die Kirche erscheint trotz zahlreicher Um- und Ausbauten des 16. bis 18. Jahrhunderts als mittelalterliche Anlage. Die Begrenzung des Stiftsbezirks ist in der nördlichen Häuserzeile deutlich zu erkennen, in dem freien Platz im Süden ist der ehemalige Stiftsfriedhof zu sehen, südöstlich gehört die an das Kastnerhaus (Pfarrhof) und seinen Garten anschließende Kleinbebauung bis zur Stadtmauer zum ehemaligen Bezirk von St. Nikolaus. Westlich der Hauptstraße wird der rein bürgerlich- ackerbürgerliche Bereich vor allem durch den Hauptzug der Gänsgasse, die parallel zur Stadtmauer geführt ist, erschlossen. Innerhalb dieses beim Schäferturm abgewinkelten Zuges umfahren kleinere Gassenbögen und Verbindungswege die meist verschieden großen Grundstücksparzellen. Die oft zu beobachtende, hohe malerische Wirkungen schaffende Unregelmäßigkeit in diesem Quartier dürfte auf die Mischung zwischen Hopfenbauern- und Handwerkeranwesen, erstere immer mit Hopfenscheunen verbunden, zurückzuführen sein. Der Straßenzug Spitzenberg zeigt als kurze ordnende Achse, die vom Marktplatz südlich zur Stadtmauer ausstrahlt bürgerliche Bebauung vom Charakter derjenigen der Hauptstraße. Der Straßenzug Am Oberen Tor, vor dem einzig erhaltenen Stadttor abgeschlossen, lässt den unregelmäßig geführten und bebauten, von der mittleren und unteren Hauptstraße stark unterschiedenen Stadtausgang nach Süden erkennen. In der breiten Aussackung der Hofgasse zeichnet sich vermutlich ein ehemaliger stiftischer Meierhof ab, während die dort nördlich vorgelagerte Bebauung nach einem Großbrand von 1911 größerenteils modernen Charakter erhielt. Aktennummer: E-5-76-147-1.

### Ensemble Obere Vorstadt

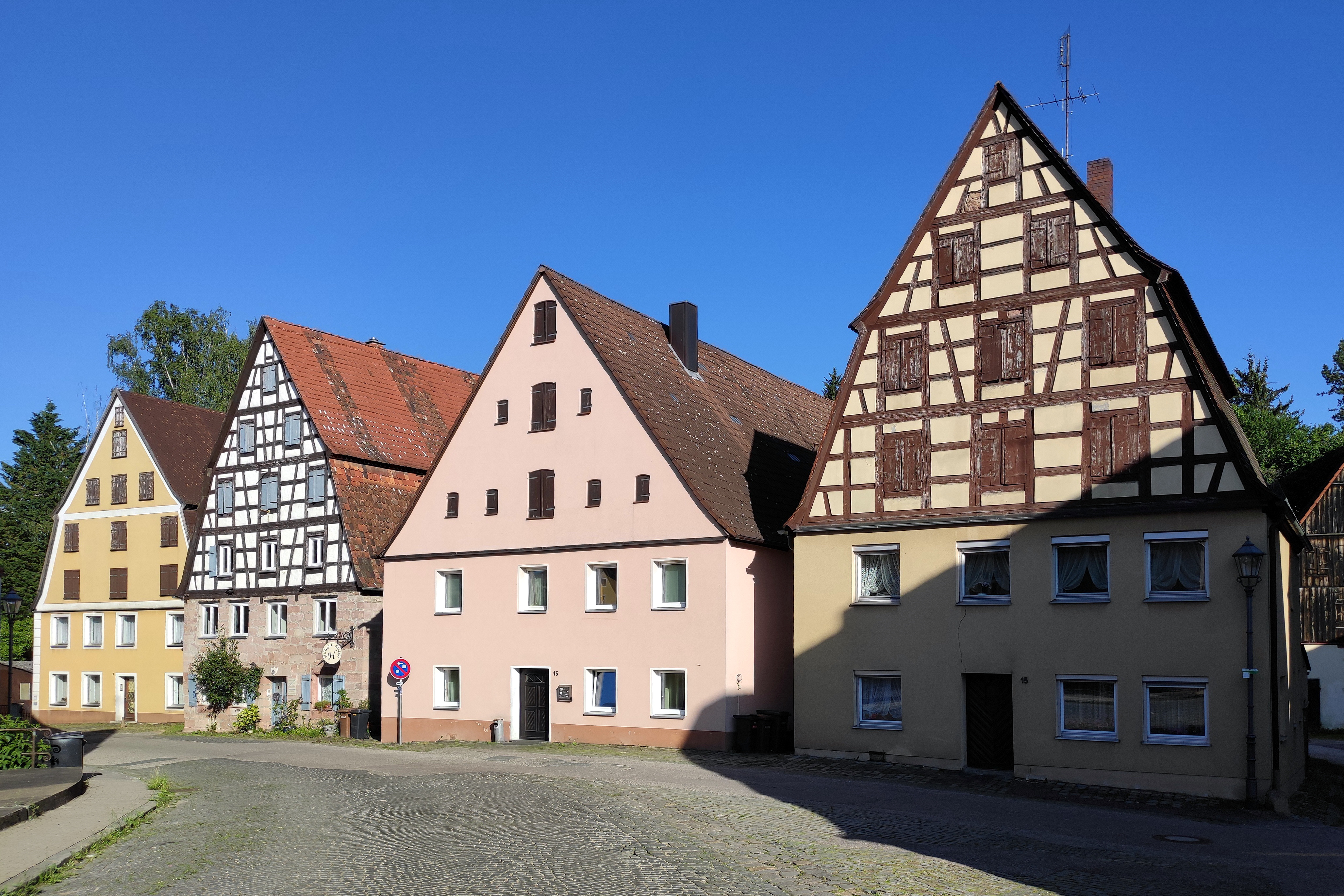
Giebel der Häuser Albrecht-Achilles-Straße 7, 9, 13 und 15

Der engräumige Spalter Stadtraum fand seit der Mitte des 18. Jahrhunderts vor dem Oberen Tor, bei dem sich bisher nur eine Mühle und eine Ziegelhütte befunden hatte, eine erste größere Erweiterung, die obere Vorstadt. Teilweise wurde der Stadtgraben überbaut, teilweise gruppierten sich die Neubauten um die Abzweigungen der alten Wege nach Hagsbronn und Keilberg. Es handelt sich um Handwerker- und Ackerbürger-, hier vor allem um Hopfenbauernanwesen, meist zweigeschossige Satteldachbauten, verputzt, in Fachwerk oder Sandsteinquaderung, vorwiegend dem späteren 18. und dem 19. Jahrhundert entstammend. Im Süden eine eindrucksvolle Giebelhäusergruppe, die dort das Ensemble wandartig abgrenzen. Im Norden, wo das Straßenbild vom Oberen Tor beherrscht wird, ist teilweise durch die Anlage der Stadtbrauerei 1880 der ursprüngliche Charakter verloren gegangen.
Aktennummer: E-5-76-147-2.

### Ensemble Hopfengüter Lange Gasse/Güsseldorfer Straße
Das Ensemble umfasst drei Hopfengüter am Eingang zu der seit Ende des 18. Jahrhunderts angelegten Unteren Vorstadt. Es handelt sich um Bauernhäuser des späten 18. und frühen 19. Jahrhunderts, die mit ihren zum Teil gebrochenen Steilsatteldächern über fünfgeschossige Trockenböden in monumentaler Weise über die Fränkische Rezat hinweg in die Altstadt wirken. Die hohen Giebel sind in Fachwerk gebildet, die Untergeschosse haben ihre ursprüngliche Putzgliederung durch modernen Putz zum Teil verloren. Aktennummer: E-5-76-147-3.

### Ensemble Ortskern Großweingarten
Das Ensemble umfasst die Bebauung des historischen Bereichs der Hauptstraße des fast einen Kilometer langen, auf dem Michelsberg über Spalt sich hinziehenden Straßendorfes. Der 1294 zuerst urkundlich erwähnte Ort, der bis 1806 zum Hochstift Eichstätt gehörte, erlangte durch Obst- und Hopfenanbau, in früherer Zeit (bis 1761) auch durch Weinbau besondere Bedeutung. Er trägt in hervorragender Weise noch das Gepräge eines großen mittelfränkischen Hopfenbauerndorfes mit einer dichten, stadtmäßigen Bebauung zu beiden Seiten der geschwungenen Dorfstraße. Die Wohnstallhäuser der ursprünglich 38, durch Teilungen später noch vermehrten Bauernanwesen und die Gütler- und Handwerkerhäuser stehen in der Regel mit den Giebeln zur Straße; es handelt sich um ein- und zweigeschossige Sandsteinquader- und Fachwerkbauten meist des 18. und 19. Jahrhunderts mit mächtigen Steilsatteldächern, die zum Teil noch die typischen Schleppgauben mit Luftschlitzen des Spalter Hopfenhauses zeigen. Im nördlichen Dorf erhebt sich die aus der Straßenflucht zurückgesetzte Pfarrkirche St. Michael, eine klassizistische, im Kern aber gotische Anlage. Auch das ehemalige Lehrerhaus, Dorfstraße 64, und das Pfarrhaus, Dorfstraße 47, setzen durch ihre traufseitige Stellung zur Straße und durch ihre Walmdächer besondere Akzente im Straßenbild. Die Neubebauung zwischen Dorfstraße 32 und 42 hat das ursprüngliche Bild verändert, ebenso der Neubaubereich am Südzipfel des Dorfes; störend macht sich der Backsteinbau des Schulhauses, Dorfstraße 64, im Straßenbild bemerkbar. Hinzuweisen ist auf die Fernwirkung des über den Höhenzug sich dehnenden Dorfes mit seiner Dachlandschaft, insbesondere von der Straße nach Stirn her. Aktennummer: E-5-76-147-4.

### Ensemble Filialkirche Sankt Ägidius mit Umgebung
Das Ensemble umfasst die am Steilhang über dem Hatzelbachgrund über Hopfen- und Obstgärten aufragende Filialkirche St. Ägidius mit dem sie umgebenden ummauerten Friedhof und der angrenzenden Bebauung zu beiden Seiten der unteren Dorfstraße. Die Kirche stammt im Kern aus dem Jahre 1261, der Sandsteinquaderbau erhielt 1507 einen neuen Chor, das Langhaus wurde 1724 erweitert und barockisiert. Die kleine, gotisch erscheinende Anlage mit ihrem Dachreiter ist von großer Fernwirkung. Bei den umgebenden Bauten handelt es sich um die Schule, einen Sandsteinquaderbau von 1863, das Gasthaus, ein Bauernanwesen und die Wohnhäuser Unteres Dorf 6 und 1, ersteres ein Neubau, der sich dem Ensemble ungenügend einfügt, letzteres ein älterer Sandsteinquaderbau, der modern überputzt worden ist. Aktennummer: E-5-76-147-5.

### Ensemble Ortskern Mosbach
Das Ensemble Mosbach umfasst den historischen, aus 14 alten Hofstellen bestehenden Ort in seiner Ausdehnung von 1854. Mosbach liegt am Ende einer nach Süden, zur fränkischen Rezat leicht abfallenden Hügelkette. Erstmals wird Mosbach 1294 urkundlich erwähnt. Im eichstättischen Salbuch von 1615 werden 14 Höfe aufgeführt, von denen elf Eichstätt lehenspflichtig waren. zwei dem Heilig-Geist-Spital in Nürnberg und einer dem Kloster Heilsbronn. Die Pfarrzugehörigkeit bestand zu Spalt, und daher entstand in dem Ort keine eigene Pfarrkirche. 1744 wurde eine Kapelle erbaut, die 1833 zugunsten der bestehenden neugotischen Anlage abgebrochen wurde. Der Hopfenanbau bildet die wichtigste Erwerbsquelle. In der ersten Hälfte des 19. Jahrhunderts konnte die damalige Anbaumenge verdoppelt werden, und mit dem wirtschaftlichen Aufschwung wurde der Neubau der meisten Wohn- und Wirtschaftsbauten ermöglicht. Das Hopfenbauerndorf wird geprägt durch die dichte Bebauung entlang der gewundenen Dorfstraße, die sich von Norden kommend unweit der Kapelle in die Straßen nach Süden (Hügelmühle) und nach Osten (Hauslach) gabelt. Ein- und zweigeschossige Bauernhäuser, meist Sandsteinquaderbauten des späten 18. und 19. Jahrhunderts, die zusammen mit ihren Wirtschaftsbauten Haken- und Dreiseithöfe bilden, sind die kennzeichnenden Bauformen des Ortes. Steile Satteldächer über Fachwerkgiebel, die häufig lange Lüftungsgauben tragen, sind für die Hopfenbauernhöfe des Spalter Landes charakteristisch. Das Geschlossene Ortsbild aus dem 19. Jahrhundert wird von Hopfenfeldern und Obstbaumwiesen umgeben. Der Ortsrand ist ohne Störungen erhalten. Der heute verschüttete Weiher ist als Freifläche und öffentlicher Platz im Ortskern noch immer ablesbar. Von besonderer Bedeutung ist die dichte Gruppierung der Höfe entlang des S-förmigen Straßenverlaufs vom nördlichen Ortseingang bis zur Straßengabelung nahe der Kapelle sowie die Ortsansicht von Süden. Aktennummer: E-5-76-147-6.

## Stadtbefestigung
Die ehemalige Stadtmauer ist Teilen erhalten, vor allem an der Nord- und Nordwestseite, sowie stellenweise auch an Süd- und Ostseite. Teilweise ist sie eingebaut oder reduziert. Die besteht aus Sandsteinmauerwerk, wurde kurz nach 1297 begonnen und im 14./15. Jahrhundert verstärkt. Von ehemals zwei Toren ist eins erhalten. Aktennummer: D-5-76-147-1.
Beginnend bei Oberen Tor sind im Uhrzeigersinn folgenden Teile der Stadtbefestigung erhalten.

| Lage                        | Objekt     | Beschreibung | Akten-Nr.     | Bild           |
| --------------------------- | ---------- | --- | ------------- | -------------- |
| Am Oberen Tor 12 (Standort) | Oberes Tor | Stadttor, fünfgeschossiger Sandsteinquaderbau mit Mansardhelmdach und Durchfahrt, 1422 über mittelalterlichem Vorgängerbau errichtet, Mansardhelmdach 18. Jahrhundert | D-5-76-147-25 | weitere Bilder |
| Am Oberen Tor 12 (Standort) | Oberes Tor | Reste des Vorwerks, Sandsteinquadermauern, wohl um 1422 | D-5-76-147-25 | weitere Bilder |

| Lage                                                  | Objekt                      | Beschreibung | Akten-Nr.      | Bild                        |
| ----------------------------------------------------- | --------------------------- | --- | -------------- | --------------------------- |
| Spitzenberg 14 (Standort)                             | Reifenturm                  | Befestigungsturm, dreigeschossiger Rundturm mit Sandsteinmauerwerk und Spitzhelm, wohl Mitte 15. Jahrhundert                                                      | D-5-76-147-1   | weitere Bilder              |
| Gänsgasse ()                                          | Graben der Stadtbefestigung | Westlich vor Gänsgasse 3–29 und nördlich vor 33 bis Hauptstraße 43 (hier eingeebnet)                                                                              | D-5-76-147-1   | Graben der Stadtbefestigung |
| Gänsgasse 3 ()                                        | Stadtmauer                  | | D-5-76-147-1   |                             |
| Gänsgasse 5 (Standort)                                | Stadtmauer                  | | D-5-76-147-55  | BW                          |
| Gänsgasse 7, 9 ()                                     | Stadtmauer                  | | D-5-76-147-1   |                             |
| Gänsgasse 11 (Standort)                               | Stadtmauer                  | Rückwärtig | D-5-76-147-58  | BW                          |
| Gänsgasse 15 (Standort)                               | Stadtmauer                  | Rückwärtig | D-5-76-147-1   | BW                          |
| Gänsgasse 17 (Standort)                               | Stadtmauer                  | Rückwärtig | D-5-76-147-61  | BW                          |
| Gänsgasse 21 (Standort)                               | Stadtmauer                  | Rückwärtig | D-5-76-147-1   | BW                          |
| Gänsgasse 23 (Standort)                               | Stadtmauer                  | Rückwärtig | D-5-76-147-63  | BW                          |
| Gänsgasse 25 (Standort)                               | Stadtmauer                  | | D-5-76-147-1   | BW                          |
| Gänsgasse 27 (Standort)                               | Stadtmauer                  | Rückwärtig | D-5-76-147-65  | BW                          |
| Gänsgasse 29 (Standort)                               | Stadtmauer                  | | D-5-76-147-1   | BW                          |
| Gänsgasse 33; Gänsgasse 35; Nähe Gänsgasse (Standort) | Schäferturm                 | Befestigungsturm, gestelzter, halbrunder und zweigeschossiger Sandsteinquaderbau mit aufgesetztem Steilsatteldach mit verbrettertem Giebel, Mitte 14. Jahrhundert | D-5-76-147-67  | weitere Bilder              |
| Gänsgasse 33; Gänsgasse 35; Nähe Gänsgasse (Standort) | Stadtmauer                  | Rückwärtig | D-5-76-147-67  | Stadtmauer                  |
| Gänsgasse 39 (Standort)                               | Stadtmauer                  | Überbauter Rest rückwärts | D-5-76-147-69  | Stadtmauer                  |
| Gänsgasse 41 (Standort)                               | Stadtmauer                  | Überbauter Rest rückwärts | D-5-76-147-70  | Stadtmauer                  |
| Gänsgasse 43 (Standort)                               | Stadtmauer                  | Überbauter Rest rückwärts | D-5-76-147-1   | Stadtmauer                  |
| Gänsgasse 45 (Standort)                               | Stadtmauer                  | Überbauter Rest rückwärts | D-5-76-147-307 | Stadtmauer                  |
| Gänsgasse 47 (Standort)                               | Stadtmauer                  | Überbauter Rest rückwärts | D-5-76-147-1   | Stadtmauer                  |
| Gänsgasse 49 (Standort)                               | Stadtmauer                  | Überbauter Rest rückwärts | D-5-76-147-72  | BW                          |
| Hauptstraße 43 (Standort)                             | Stadtmauer                  | Rest, ins Gebäude integriert | D-5-76-147-106 | Stadtmauer                  |

| Lage                      | Objekt                 | Beschreibung | Akten-Nr.      | Bild                   |
| ------------------------- | ---------------------- | --- | -------------- | ---------------------- |
| Hauptstraße 38 (Standort) | Stadtmauer             | Rückseitig | D-5-76-147-102 | Stadtmauer             |
| Hauptstraße 40 (Standort) | Stadtmauer             | Reste von Stadtmauer und Wehrgang am Rezatufer | D-5-76-147-104 | Stadtmauer             |
| Josefsplatz 3 (Standort)  | Stadtmauer             | Rückwärtig | D-5-76-147-123 | Stadtmauer             |
| Fröschau ()               | Ehemaliger Stadtgraben | Nördlich und östlich vorgelagert, Anlage des 14. Jahrhunderts | D-5-76-147-1   | Ehemaliger Stadtgraben |
| Fröschau 18 (Standort)    | Stadtmauer             | Rückwärtig | D-5-76-147-48  | Stadtmauer             |
| Fröschau 16 (Standort)    | Stadtmauer             | Rückwärtig | D-5-76-147-46  | Stadtmauer             |
| Fröschau 14 (Standort)    | Stadtmauer             | Rückwärtig | D-5-76-147-44  | BW                     |
| Fröschau 12 (Standort)    | Dr.-Herkules-Turm      | Befestigungsturm, zu Wohnturm umgebaut, zweigeschossiger Rundturm mit Sandsteinmauerwerk und Steilsatteldach mit Fachwerkgiebel, wohl Mitte 14. Jahrhundert, Umbau zu Wohnhaus 1862 | D-5-76-147-1   | weitere Bilder         |

| Lage                  | Objekt     | Beschreibung           | Akten-Nr.     | Bild       |
| --------------------- | ---------- | ---------------------- | ------------- | ---------- |
| Fröschau 2 (Standort) | Stadtmauer | Reste, 14. Jahrhundert | D-5-76-147-40 | Stadtmauer |

| Lage                   | Objekt        | Beschreibung | Akten-Nr.    | Bild           |
| ---------------------- | ------------- | --- | ------------ | -------------- |
| Höllgasse 2 (Standort) | Drechslerturm | Befestigungsturm, dreigeschossiger Sandsteinquaderbau mit Zeltdach, Mitte 14. Jahrhundert, Zeltdach 1862 abgeflacht | D-5-76-147-1 | weitere Bilder |

| Lage                                       | Objekt                                  | Beschreibung                                                                                        | Akten-Nr.    | Bild           |
| ------------------------------------------ | --------------------------------------- | --------------------------------------------------------------------------------------------------- | ------------ | -------------- |
| Turmgasse (Standort)                       | Stadtgraben                             | Restliche Anlage, 14. Jahrhundert                                                                   | D-5-76-147-1 | Stadtgraben    |
| Turmgasse, zwischen Nr. 2 und 1 (Standort) | Stadtmauer                              | 14. Jahrhundert, reduziert                                                                          | D-5-76-147-1 | Stadtmauer     |
| Turmgasse 1 (Standort)                     | Diebsturm, auch Hunger- oder Arrestturm | Dreigeschossiger Sandsteinquaderbau mit flachem Zeltdach und hölzerner Laube, Mitte 14. Jahrhundert | D-5-76-147-1 | weitere Bilder |

## Baudenkmäler nach Gemeindeteilen

### Spalt
| Lage                                                                              | Objekt                                                                                  | Beschreibung | Akten-Nr.      | Bild                                                                     |
| --------------------------------------------------------------------------------- | --------------------------------------------------------------------------------------- | --- | -------------- | ------------------------------------------------------------------------ |
| Albrecht-Achilles-Straße 7 (Standort)                                             | Ehemaliges Hopfenbauernhaus                                                             | Zweigeschossiger, giebelständiger und verputzter Massivbau mit gebrochenem Steilsatteldach und verputztem Fachwerkgiebel, 19. Jahrhundert | D-5-76-147-3   | Ehemaliges Hopfenbauernhaus                                              |
| Albrecht-Achilles-Straße 9 (Standort)                                             | Ehemaliges Hopfenbauernhaus                                                             | Zweigeschossiger, giebelständiger Sandsteinquaderbau mit gebrochenem Steilsatteldach und Fachwerkgiebel, 19. Jahrhundert | D-5-76-147-4   | Ehemaliges Hopfenbauernhaus                                              |
| Albrecht-Achilles-Straße 10 (Standort)                                            | Ehemaliges Hopfenbauernhaus                                                             | Zweigeschossiger, giebelständiger und verputzter Massivbau mit gebrochenem Steilsatteldach und verkleidetem Fachwerkgiebel, 19. Jahrhundert | D-5-76-147-5   | Ehemaliges Hopfenbauernhaus                                              |
| Albrecht-Achilles-Straße 10 (Standort)                                            | Scheune                                                                                 | Rückseitig angebaut, verputzter Massivbau mit gebrochenem Steilsatteldach, gleichzeitig | D-5-76-147-5   | BW                                                                       |
| Albrecht-Achilles-Straße 12 (Standort)                                            | Ehemaliges Hopfenbauernhaus                                                             | Zweigeschossiger, giebelständiger Sandsteinquaderbau mit gebrochenem Steilsatteldach und rückseitigem Fachwerkgiebel, zweite Hälfte 19. Jahrhundert | D-5-76-147-6   | Ehemaliges Hopfenbauernhaus                                              |
| Albrecht-Achilles-Straße 14 (Standort)                                            | Wohnhaus                                                                                | Zweigeschossiges Sandsteinquaderbau mit Walmdach, Mitte 19. Jahrhundert | D-5-76-147-7   | Wohnhaus                                                                 |
| Albrecht-Achilles-Straße 15 (Standort)                                            | Ehemaliges Hopfenbauernhaus                                                             | Zweigeschossiger, giebelständiger und verputzter Massivbau mit gebrochenem Steilsatteldach und Fachwerkgiebel, erste Hälfte 19. Jahrhundert | D-5-76-147-8   | Ehemaliges Hopfenbauernhaus                                              |
| Albrecht-Achilles-Straße 17 (Standort)                                            | Wohnhaus                                                                                | Zweigeschossiger, traufseitiger und verputzter Steilsatteldachbau mit Fachwerkgiebel und rückseitigem Anbau, erste Hälfte 19. Jahrhundert, zum Teil durch moderne Verschalung entstellt | D-5-76-147-9   | Wohnhaus                                                                 |
| Alte Rathausgasse 5 (Standort)                                                    | Bürgerhaus                                                                              | Zweigeschossiger, giebelständiger und verputzter Massivbau mit gebrochenem Steilsatteldach und Fachwerkgiebel, 18./19. Jahrhundert | D-5-76-147-10  | Bürgerhaus                                                               |
| Alte Rathausgasse 6 (Standort)                                                    | Bürgerhaus                                                                              | Zweigeschossiger, giebelständiger und verputzter Massivbau mit gebrochenem Steilsatteldach, Fachwerkgiebel und Stuckdekor, bezeichnet „1852“, Dekor Anfang 20. Jahrhundert | D-5-76-147-11  | Bürgerhaus                                                               |
| Alte Rathausgasse 7 (Standort)                                                    | Wohnhaus                                                                                | Zweigeschossiger, giebelständiger Steilsatteldachbau mit Fachwerksobergeschoss und -giebel, erste Hälfte 19. Jahrhundert | D-5-76-147-12  | Wohnhaus                                                                 |
| Alte Rathausgasse 8 (Standort)                                                    | Bürgerhaus                                                                              | Zweigeschossiger, giebelständiger und verputzter Massivbau mit gebrochenem Steilsatteldach und Fachwerkgiebel, Mitte 19. Jahrhundert, Fassadenveränderung Anfang 20. Jahrhundert | D-5-76-147-13  | Bürgerhaus                                                               |
| Alte Rathausgasse 10 (Standort)                                                   | Haustür                                                                                 | Zweiflügelige Holztüre mit biedermeierlichklassizisierendem Schnitzornament, erste Hälfte 19. Jahrhundert | D-5-76-147-14  | BW                                                                       |
| Ameisenbühl; in Mühlreisig (Standort)                                             | Wegkapelle                                                                              | Sandsteinquaderbau mit Satteldach, bezeichnet „1746“; mit Ausstattung | D-5-76-147-134 | BW                                                                       |
| Am Heiligen Abend; an der Straße nach Massendorf (Standort)                       | Wegkreuz                                                                                | Gusseisernes Kruzifix mit vergoldetem Korpus auf Sandsteinsockel, 19. Jahrhundert | D-5-76-147-168 | BW                                                                       |
| Am Kirchplatz 1 (Standort)                                                        | Ehemalige Stiftskirche, jetzt katholische Pfarrkirche Mariä Himmelfahrt und St. Emmeram | Dreischiffige Basilika mit Turm, einer ehemaligen Doppelturmfassade und erhöhtem, einschiffigem Chor mit Apsis und Krypta, Sandsteinquaderbau mit Steilsatteldach, Mittelschiff, Seitenschiffe und Chor kreuzgratgewölbt, Baubeginn wohl erste Hälfte 12. Jahrhundert, Krypta vermutlich älter, Nordwestturm 13. Jahrhundert, Erhöhung des Langhauses unter Erneuerung des Dachstuhls 1446/47, Chorneubau nach Einsturz, Abtragung des Querhauses und partielle Zuschüttung der Krypta 1648, Langhausumbau und Erneuerung der Seitenschiffe von Jakob Engel 1698/99, Aufstockung des Nordwestturmes 1791, Abtragung des Südturmes 1795; mit Ausstattung | D-5-76-147-15  | weitere Bilder                                                           |
| Am Kirchplatz 1 (Standort)                                                        | Ölbergkapelle                                                                           | Am südwestlichen Seitenschiff der Kirche | D-5-76-147-15  | BW                                                                       |
| Am Kirchplatz 2 (Standort)                                                        | Ehemaliges eichstättisches Kastnerhaus, seit 1812 Pfarrhof                              | Zweigeschossiger, verputzter Massivbau mit Walmdach und flachem Mittelrisalit, barock, von Maurizio Pedetti, 1758, im Kern älter | D-5-76-147-16  | Ehemaliges eichstättisches Kastnerhaus, seit 1812 Pfarrhof               |
| Am Kirchplatz 2 (Standort)                                                        | Einfriedung                                                                             | Verputzte Sandsteinmauer und Sandsteintorpfeiler, 18. Jahrhundert | D-5-76-147-16  | BW                                                                       |
| Am Kirchplatz 2 (Standort)                                                        | Pfarrgarten                                                                             | 18. Jahrhundert | D-5-76-147-16  | Pfarrgarten                                                              |
| Am Kirchplatz 2 (Standort)                                                        | Einfriedung des ehemaligen Pfarrgartens                                                 | Sandsteinquadermauer, 18. Jahrhundert | D-5-76-147-16  | BW                                                                       |
| Am Kirchplatz 4 (Standort)                                                        | Ehemaliges Schulhaus                                                                    | Zweigeschossiger, verputzter Massivbau mit Walmdach, 18./19. Jahrhundert | D-5-76-147-17  | BW                                                                       |
| Am Kirchplatz 10 (Standort)                                                       | Mesnerhaus                                                                              | Zweigeschossiger, giebelständiger Sandsteinquaderbau mit Steilsatteldach und neugotischer Fassade mit Scheitelzinne, Ende 19. Jahrhundert | D-5-76-147-18  | Mesnerhaus                                                               |
| Am Kirchplatz 12 (Standort)                                                       | Kaplanhaus                                                                              | Zweigeschossiger, verputzter Massivbau auf hohem Kellergeschoss mit Walmdach, 18. Jahrhundert | D-5-76-147-19  | Kaplanhaus                                                               |
| Am Oberen Tor 3 (Standort)                                                        | Hopfenscheune                                                                           | Zweigeschossiger, verputzter Massivbau mit gebrochenem Steilsatteldach und Fachwerksobergeschoss und -giebel, bezeichnet „1911“ | D-5-76-147-20  | Hopfenscheune                                                            |
| Am Oberen Tor 5 (Standort)                                                        | Bürgerhaus                                                                              | Zweigeschossiger, giebelständiger und verputzter Steilsatteldachbau mit verblechtem Fachwerkgiebel, 18./19. Jahrhundert | D-5-76-147-22  | Bürgerhaus                                                               |
| Am Oberen Tor 6 (Standort)                                                        | Bürgerhaus                                                                              | Zweigeschossiger, giebelständiger Satteldachbau mit Fachwerksobergeschoss und -giebel, bezeichnet „1726“ | D-5-76-147-23  | Bürgerhaus                                                               |
| Am Oberen Tor 7 (Standort)                                                        | Wohnhaus                                                                                | Zweigeschossiger, traufseitiger Satteldachbau mit Fachwerksobergeschoss und verputztem Fachwerkgiebel, wohl 18. Jahrhundert | D-5-76-147-24  | Wohnhaus                                                                 |
| Bahnhofstraße 7 (Standort)                                                        | Evangelisch-lutherische Kirche                                                          | Sandsteinquaderbau mit Satteldach und Fassadenturm mit Spitzhelm, flachgedeckter Saalbau mit Orgelempore und dreiseitigem Chorschluss, neugotisch, 1894/95; mit Ausstattung | D-5-76-147-27  | Evangelisch-lutherische Kirche                                           |
| Bärenburgweg 8; ehem. in der Flur Drudenbaum (Standort)                           | Kreuzstein                                                                              | Sandstein, spätmittelalterlich | D-5-76-147-171 | weitere Bilder                                                           |
| Brauereigasse 7 (Standort)                                                        | Bürgerhaus                                                                              | Zweigeschossiger, giebelständiger und verputzter Massivbau mit gebrochenem Steilsatteldach, Fachwerkgiebel und Vortreppe, um Mitte 19. Jahrhundert | D-5-76-147-29  | Bürgerhaus                                                               |
| Dr.-Merkenschlager-Straße 1 (Standort)                                            | Einfriedung                                                                             | Eisengitterzaun, Jugendstil, Anfang 20. Jahrhundert | D-5-76-147-30  | Einfriedung                                                              |
| Dr.-Merkenschlager-Straße 5 (Standort)                                            | Wohnhaus                                                                                | Zweigeschossiger, traufseitiger Putzbau mit Steilsatteldach und Fachwerkgiebel, zweite Hälfte 19. Jahrhundert, Fassade mit Neu-Empire-Stuckdekoration um 1910 | D-5-76-147-31  | Wohnhaus                                                                 |
| Färbergasse 2 (Standort)                                                          | Wohnhaus                                                                                | Zweigeschossiger, traufseitiger und verputzter Sandsteinquaderbau auf hohem Kellergeschoss mit Satteldach, Fachwerksobergeschoss und -giebel und anschließendem Wirtschaftsteil mit gebrochenem und vorkragendem Steilsatteldach, zweite Hälfte 16. Jahrhundert, Anbau 18./19. Jahrhundert | D-5-76-147-33  | Wohnhaus                                                                 |
| Färbergasse 4 (Standort)                                                          | Wohnhaus                                                                                | Zweigeschossiger, traufseitiger Satteldachbau mit Fachwerksobergeschoss und -giebel, 17./18. Jahrhundert | D-5-76-147-34  | Wohnhaus                                                                 |
| Färbergasse 5 (Standort)                                                          | Ackerbürgeranwesen                                                                      | Zweigeschossiger, giebelständiger und verputzter Massivbau mit Steilsatteldach und Fachwerkgiebel, erste Hälfte 19. Jahrhundert | D-5-76-147-35  | Ackerbürgeranwesen                                                       |
| Färbergasse 5 (Standort)                                                          | Scheune                                                                                 | Hakenförmig angeschlossen, Sandsteinquaderbau mit Krüppelwalmdach und Trockenluken, gleichzeitig | D-5-76-147-35  | BW                                                                       |
| Färbergasse 10 (Standort)                                                         | Wohnhaus                                                                                | Schmaler, zweigeschossiger und giebelständiger Steilsatteldachbau mit Fachwerksobergeschoss und -giebel, 18. Jahrhundert | D-5-76-147-36  | Wohnhaus                                                                 |
| Färbergasse 12 (Standort)                                                         | Wohnhaus                                                                                | Zweigeschossiger, giebelständiger Steilsatteldachbau mit Fachwerksobergeschoss und vorkragendem Fachwerkgiebel, 17./18. Jahrhundert | D-5-76-147-37  | Wohnhaus                                                                 |
| Fröschau 2 (Standort)                                                             | Kleinhaus                                                                               | Zweigeschossiger, traufseitiger Frackdachbau mit Fachwerksobergeschoss, zum Teil auf der Stadtmauer aufsitzend, um 1800 | D-5-76-147-40  | Kleinhaus                                                                |
| Fröschau 3 (Standort)                                                             | Wohnhaus                                                                                | Schmaler, zweigeschossiger und giebelständiger Steilsatteldachbau mit Fachwerksobergeschoss und -giebel, 18. Jahrhundert | D-5-76-147-41  | Wohnhaus                                                                 |
| Fröschau 5 (Standort)                                                             | Wohnhaus                                                                                | Zweigeschossiger, traufseitiger Satteldachbau mit Fachwerksobergeschoss und -giebel, erste Hälfte 19. Jahrhundert | D-5-76-147-42  | Wohnhaus                                                                 |
| Fröschau 14 (Standort)                                                            | Wohnhaus                                                                                | Zweigeschossiger, verputzter Steilsatteldachbau mit Fachwerksobergeschoss und -giebel, 18. Jahrhundert | D-5-76-147-44  | Wohnhaus                                                                 |
| Fröschau 15 (Standort)                                                            | Bürgerhaus                                                                              | Zweigeschossiger, traufseitiger und verputzter Massivbau mit gebrochenem Steilsatteldach und rückseitigem Fachwerkgiebel, bezeichnet „1621“, im 18./19. Jahrhundert erneuert | D-5-76-147-45  | Bürgerhaus                                                               |
| Fröschau 16 (Standort)                                                            | Bürgerhaus                                                                              | Zweigeschossiger, giebelständiger Sandsteinquaderbau mit gebrochenem Steilsatteldach, zweite Hälfte 19. Jahrhundert | D-5-76-147-46  | Bürgerhaus                                                               |
| Fröschau 17 (Standort)                                                            | Bürgerhaus                                                                              | Zweigeschossiger, giebelständiger Sandsteinquaderbau mit Steilsatteldach, zweite Hälfte 19. Jahrhundert | D-5-76-147-47  | Bürgerhaus                                                               |
| Fröschau 18 (Standort)                                                            | Bürgerhaus                                                                              | Zweigeschossiger, giebelständiger und verputzter Massivbau mit Steilsatteldach und Fachwerkgiebel, 18./19. Jahrhundert | D-5-76-147-48  | Bürgerhaus                                                               |
| Fröschau 19 (Standort)                                                            | Bürgerhaus                                                                              | Zweigeschossiger, giebelständiger Steilsatteldachbau mit Fachwerksobergeschoss und -giebel, 18./19. Jahrhundert | D-5-76-147-49  | Bürgerhaus                                                               |
| Fröschau 20 (Standort)                                                            | Wohnhaus                                                                                | Dreigeschossiger, traufseitiger Satteldachbau mit Fachwerksobergeschossen und -giebel, 18. Jahrhundert | D-5-76-147-50  | Wohnhaus                                                                 |
| Fröschau 21 (Standort)                                                            | Bürgerhaus                                                                              | Zweigeschossiger, giebelständiger und verputzter Massivbau mit gebrochenem Steilsatteldach und Fachwerkgiebel, 1828 | D-5-76-147-305 | Bürgerhaus                                                               |
| Gabrieliplatz 1 (Standort)                                                        | Ehemaliges Kornhaus und Zehentscheune, ehemalige Hopfensignierhalle                     | Monumentaler dreigeschossiger Fachwerkbau mit Backsteinausfachung, Steilsatteldach und Erdgeschoss aus Sandsteinquader, dendrochronologisch datiert 1456, Umbau dendrochronologisch datiert 1577 | D-5-76-147-51  | weitere Bilder                                                           |
| Gabrieliplatz 4 (Standort)                                                        | Wohnhaus, im 14. Jahrhundert erwähnter Meierhof (sogenannter Schilthof)                 | Zweigeschossiger, giebelständiger und verputzter Steilsatteldachbau mit seitlichem Anbau mit Fachwerk, 18./19. Jahrhundert | D-5-76-147-52  | Wohnhaus, im 14. Jahrhundert erwähnter Meierhof (sogenannter Schilthof)  |
| Gänsgasse 5 (Standort)                                                            | Wohnhaus                                                                                | Zweigeschossiger, verputzter Sandsteinquaderbau mit Mansardwalmdach und Vortreppe, zweite Hälfte 18. Jahrhundert | D-5-76-147-55  | Wohnhaus                                                                 |
| Gänsgasse 6 (Standort)                                                            | Bürgerhaus                                                                              | Zweigeschossiger, giebelständiger Steilsatteldachbau mit Fachwerkgiebel, erste Hälfte 19. Jahrhundert | D-5-76-147-56  | Bürgerhaus                                                               |
| Gänsgasse 11 (Standort)                                                           | Ehemaliges Hopfenbauernhaus                                                             | Zweigeschossiger, giebelständiger und verputzter Massivbau mit gebrochenem Steilsatteldach und Fachwerkgiebel, erste Hälfte 19. Jahrhundert | D-5-76-147-58  | BW                                                                       |
| Gänsgasse 11 (Standort)                                                           | Scheune                                                                                 | Zweigeschossiger, traufseitiger Steilsatteldachbau mit Fachwerksobergeschoss und -giebel, 18./19. Jahrhundert | D-5-76-147-58  | Scheune                                                                  |
| Gänsgasse 13 (Standort)                                                           | Ehemaliges Bauernhaus                                                                   | Erdgeschossiger, giebelständiger und verputzter Massivbau mit Steilsatteldach und Fachwerkgiebel, erste Hälfte 19. Jahrhundert | D-5-76-147-59  | Ehemaliges Bauernhaus                                                    |
| Nähe Gänsgasse (Standort)                                                         | Scheune                                                                                 | Traufseitiger, verputzter Massivbau mit gebrochenem Steilsatteldach, wohl 19. Jahrhundert | D-5-76-147-59  | Scheune                                                                  |
| Gänsgasse 17 (Standort)                                                           | Schmales Wohnhaus                                                                       | Schmaler, zweigeschossiger und giebelständiger Sandsteinquaderbau mit Steilsatteldach und Fachwerksobergeschoss und -giebel, erste Hälfte 19. Jahrhundert | D-5-76-147-61  | weitere Bilder                                                           |
| Gänsgasse 23 (Standort)                                                           | Ehemaliges Hopfenbauernhaus                                                             | Zweigeschossiger, giebelständiger und verputzter Massiv- und Fachwerkbau mit gebrochenem Steilsatteldach und Fachwerkgiebel, erste Hälfte 19. Jahrhundert | D-5-76-147-63  | Ehemaliges Hopfenbauernhaus                                              |
| Gänsgasse 27 (Standort)                                                           | Wohnhaus                                                                                | Erdgeschossiger, giebelständiger und verputzter Massivbau mit Satteldach und Fachwerkgiebel, 17./18. Jahrhundert | D-5-76-147-65  | Wohnhaus                                                                 |
| Gänsgasse 33; Gänsgasse 35; Nähe Gänsgasse (Standort)                             | Ehemaliges Kleinbauernhaus                                                              | Doppelhaus, zweigeschossiger, traufseitiger und verputzter Massiv- und Fachwerkbau mit gebrochenem Steilsatteldach, Fachwerkgiebel und Seitenflügel, Anfang 19. Jahrhundert | D-5-76-147-67  | Ehemaliges Kleinbauernhaus                                               |
| Gänsgasse 33; Gänsgasse 35; Nähe Gänsgasse (Standort)                             | Ehemaliges Kleinbauernhaus, dann Hopfenscheune                                          | Zweigeschossiger, giebelständiger Sandsteinquaderbau mit gebrochenem Steilsatteldach und Fachwerkgiebel, um 1840/60 | D-5-76-147-67  | Ehemaliges Kleinbauernhaus, dann Hopfenscheune                           |
| Gänsgasse 39 (Standort)                                                           | Wohnhaus                                                                                | Zweigeschossiger, traufseitiger und verputzter Massivbau mit gebrochenem Steilsatteldach und Fachwerkgiebel, 18./frühes 19. Jahrhundert | D-5-76-147-69  | Wohnhaus                                                                 |
| Gänsgasse 41 (Standort)                                                           | Wohnhaus                                                                                | Zweigeschossiger, traufseitiger und verputzter Steilsatteldachbau mit vorkragendem Fachwerksobergeschoss, im Kern vor 1600 | D-5-76-147-70  | Wohnhaus                                                                 |
| Gänsgasse 45 (Standort)                                                           | Ehemaliges Hopfenbauernhaus                                                             | Zweigeschossiger, giebelständiger und verputzter Massiv- und Fachwerkbau mit Steilsatteldach, 1689, im 18. und 19. Jahrhundert überformt | D-5-76-147-307 | Ehemaliges Hopfenbauernhaus                                              |
| Gänsgasse 49 (Standort)                                                           | Bürgerhaus                                                                              | Zweigeschossiger, giebelständiger und verputzter Massiv- und Fachwerkbau mit Steilsatteldach und Fachwerkgiebel mit Trockenöffnungen, 18. Jahrhundert | D-5-76-147-72  | Bürgerhaus                                                               |
| Güsseldorfer Straße, beim Eingang zum Friedhof (Standort)                         | Wegkapelle                                                                              | Barocke Anlage, um 1700; mit Ausstattung | D-5-76-147-76  | weitere Bilder                                                           |
| Güsseldorfer Straße 1 (Standort)                                                  | Ehemaliges Hopfenbauernhaus                                                             | Zweigeschossiger, giebelständiger und verputzter Massivbau mit Steilsatteldach und Fachwerkgiebel, erste Hälfte 19. Jahrhundert | D-5-76-147-73  | Ehemaliges Hopfenbauernhaus                                              |
| Güsseldorfer Straße 6 (Standort)                                                  | Katholische Friedhofskirche St. Johannes der Täufer, St. Stephan und St. Sebastian      | Verputzter Massivbau mit Satteldach, eingezogenem Chor mit dreiseitigem Schluss, Dachreiter, Außenkanzel und eingezogener Vorhalle an der Westseite, 1557–59, erweitert 1716; mit Ausstattung | D-5-76-147-74  | BW                                                                       |
| Güsseldorfer Straße 8; bei der Wegkapelle am Friedhof (Standort)                  | Zwei Steinkreuze                                                                        | Sandstein, mittelalterlich | D-5-76-147-79  | weitere Bilder                                                           |
| Güsseldorfer Straße 8; bei der Wegkapelle am Friedhof (Standort)                  | Totenleuchte                                                                            | Sandsteinpfeiler mit Laterne, 16./17. Jahrhundert | D-5-76-147-77  | BW                                                                       |
| Güsseldorfer Straße 8; südwestlich des Friedhofes an der Straße (Standort)        | Bildstock                                                                               | Sandsteinsäule mit Eisenkreuz, 18. Jahrhundert | D-5-76-147-80  | weitere Bilder                                                           |
| Güsseldorfer Straße 8 (Standort)                                                  | Ehemaliges Schießhaus, jetzt Leichenhaus                                                | Zweigeschossiger, verputzter Walmdachbau mit zwei seitlichen Risaliten, 1734, seit 1875 Leichenhaus | D-5-76-147-75  | BW                                                                       |
| Güsseldorfer Straße 8; beim Eingang zum Friedhof (Standort)                       | Wegkapelle                                                                              | Verputzter Massivbau mit Satteldach und Ädikulafront, barock, um 1700 | D-5-76-147-75  | BW                                                                       |
| Güsseldorfer Straße 37; Güsseldorfer Straße 35 (Standort)                         | Hopfenbauernhaus                                                                        | Erdgeschossiger, traufseitiger und verputzter Sandsteinquaderbau mit Steilsatteldach und verputztem Fachwerkgiebel, Mitte 19. Jahrhundert Austragshaus, erdgeschossiger, traufseitiger und verputzter Steilsatteldachbau, gleichzeitig | D-5-76-147-81  | Hopfenbauernhaus                                                         |
| Güsseldorfer Straße 37; Güsseldorfer Straße 35 (Standort)                         | Scheune                                                                                 | Erdgeschossiger, traufseitiger Sandsteinquaderbau mit Mansarddach und Laubsägearbeiten an Vergitterung, zweite Hälfte 19. Jahrhundert | D-5-76-147-81  | BW                                                                       |
| Hammersbühl; am Ortsausgang, an der Straße nach Trautenfurt. (Standort)           | Wegkreuz                                                                                | Gusseisernes Kruzifix mit vergoldetem Korpus auf Sandsteinsockel, bezeichnet „1919“ | D-5-76-147-167 | BW                                                                       |
| Hans-Gruber-Straße 1 (Standort)                                                   | Ehemaliges Hopfenbauernhaus                                                             | Zweigeschossiger, traufseitiger Sandsteinquaderbau mit gebrochenem Steilsatteldach, frühes 19. Jahrhundert | D-5-76-147-82  | Ehemaliges Hopfenbauernhaus                                              |
| Hans-Gruber-Straße 6 (Standort)                                                   | Ehemaliges Hopfenbauernhaus                                                             | zweigeschossiges giebelständiges Gebäude mit steilem Mansarddach, Sandsteinquader- und Bruchsteinmauerwerk, Fachwerkgiebel, 1867 (dendrochronologisch datiert) unter Einbezug eines Vorgängerbaus, später teilweise verändert | D-5-76-147-339 | BW                                                                       |
| Hans-Gruber-Straße 8 (Standort)                                                   | Ehemaliges Hopfenbauernhaus                                                             | Zweigeschossiger, traufseitiger Sandsteinquaderbau mit gebrochenem Steilsatteldach und Fachwerkgiebel, nach 1820, Wetterfahne bezeichnet „1890“ | D-5-76-147-85  | Ehemaliges Hopfenbauernhaus                                              |
| Nähe Güsseldorfer Straße; auf der Rezatbrücke (Standort)                          | Brückenfigur heiliger Johann Nepomuk                                                    | Zweite Hälfte 18. Jahrhundert | D-5-76-147-107 | Brückenfigur heiliger Johann Nepomuk                                     |
| Hauptstraße 2 (Standort)                                                          | Wohnhaus                                                                                | Zweigeschossiger, giebelständiger Satteldachbau mit traufseitigem Flügelanbau, Fachwerk verputzt, 18. Jahrhundert; an den Drechslerturm und Stadtmauer angebaut | D-5-76-147-86  | Wohnhaus                                                                 |
| Hauptstraße 11 (Standort)                                                         | Bürgerhaus                                                                              | Zweigeschossiger, giebelständiger Sandsteinquaderbau mit Steilsatteldach, um Mitte 19. Jahrhundert | D-5-76-147-87  | Bürgerhaus                                                               |
| Hauptstraße 12 (Standort)                                                         | Bürgerhaus                                                                              | Zweigeschossiger, giebelständiger Sandsteinquaderbau, mit gebrochenem Steilsatteldach mit Trockenluken, wohl um Mitte 19. Jahrhundert | D-5-76-147-88  | BW                                                                       |
| Hauptstraße 12 (Standort)                                                         | Hofeinfahrt                                                                             | Sandsteinbogen, gleichzeitig | D-5-76-147-88  | Hofeinfahrt                                                              |
| Hauptstraße 14 (Standort)                                                         | Bürgerhaus mit Apotheke                                                                 | Zweigeschossiger, giebelständiger und verputzter Massivbau mit gebrochenem Steilsatteldach und Fachwerkgiebel, 18. Jahrhundert | D-5-76-147-90  | Bürgerhaus mit Apotheke                                                  |
| Hauptstraße 16 (Standort)                                                         | Nebengebäude und Scheune                                                                | Im Hof, im Fachwerksobergeschoss Laubengang mit Balusterbrüstung, 18. Jahrhundert | D-5-76-147-92  | Nebengebäude und Scheune                                                 |
| Hauptstraße 16 (Standort)                                                         | Hausmadonna                                                                             | Farbig gefasste Sandsteinfigur in Nische, 18. Jahrhundert | D-5-76-147-92  | Hausmadonna                                                              |
| Hauptstraße 18 (Standort)                                                         | Bürgerhaus                                                                              | Zweigeschossiger, giebelständiger Steilsatteldachbau mit verputztem Fachwerkgiebel, 18./19. Jahrhundert | D-5-76-147-93  | Bürgerhaus                                                               |
| Hauptstraße 20 (Standort)                                                         | Ehemaliges Gasthaus Post                                                                | Zweigeschossiger, giebelständiger Steilsatteldachbau, Fachwerk verputzt, 18./19. Jahrhundert | D-5-76-147-94  | Ehemaliges Gasthaus Post                                                 |
| Hauptstraße 27 (Standort)                                                         | Ehemaliges Rathaus                                                                      | Zweigeschossiger, giebelständiger Steilsatteldachbau mit verputztem Fachwerksobergeschoss und giebel, Dachreiter und Vortreppe an der Südseite, Wappen bezeichnet „1524“ | D-5-76-147-96  | BW                                                                       |
| Hauptstraße 28 (Standort)                                                         | Bürgerhaus                                                                              | Zweigeschossiger, giebelständiger Sandsteinquaderbau mit gebrochenem Steilsatteldach und Laurentiusfigürchen auf dem First, erste Hälfte 19. Jahrhundert | D-5-76-147-97  | Bürgerhaus                                                               |
| Hauptstraße 29 (Standort)                                                         | Bürgerhaus                                                                              | Zweigeschossiger, giebelständiger und verputzter Steilsatteldachbau mit Fachwerkgiebel, wohl erste Hälfte 19. Jahrhundert, im Kern älter | D-5-76-147-98  | Bürgerhaus                                                               |
| Hauptstraße 29 (Standort)                                                         | Scheune                                                                                 | Zweigeschossiger, winkelförmiger Steilsatteldachbau mit Fachwerksobergeschoss, 18./19. Jahrhundert | D-5-76-147-98  | BW                                                                       |
| Hauptstraße 31 (Standort)                                                         | Bürgerhaus                                                                              | Zweigeschossiger, giebelständiger und verputzter Steilsatteldachbau mit Fachwerkgiebel, 18. Jahrhundert | D-5-76-147-99  | Bürgerhaus                                                               |
| Hauptstraße 33 (Standort)                                                         | Bürgerhaus                                                                              | Zweigeschossiger, giebelständiger Steilsatteldachbau mit Fachwerkgiebel, wohl 18. Jahrhundert, Fassade erste Hälfte 19. Jahrhundert | D-5-76-147-100 | Bürgerhaus                                                               |
| Hauptstraße 38 (Standort)                                                         | Ehemaliges Pflasterzollhäuschen                                                         | Erdgeschossiger Mansarddachbau mit Walm und Fachwerkgiebel, Mitte 18. Jahrhundert | D-5-76-147-102 | Ehemaliges Pflasterzollhäuschen                                          |
| Hauptstraße 39 (Standort)                                                         | Gasthaus zur Sonne                                                                      | Zweigeschossiger, giebelständiger Steilsatteldachbau mit Fachwerksobergeschoss und -giebel, bezeichnet „1553“ | D-5-76-147-103 | Gasthaus zur Sonne                                                       |
| Hauptstraße 40 (Standort)                                                         | Stadtmühle, ehemaliges Wachthäuschen                                                    | Westlich abgebaut, zweigeschossiger, verputzter Walmdachbau, bezeichnet „1537“ und „1538“ | D-5-76-147-104 | Stadtmühle, ehemaliges Wachthäuschen                                     |
| Hauptstraße 40 (Standort)                                                         | Stadtmühle, Wirtschaftsgebäude im Hof                                                   | Traufseitiger, verputzter Massivbau mit Steilsatteldach und Fachwerkaufzugserker und -giebel, 18./frühes 19. Jahrhundert | D-5-76-147-104 | Stadtmühle, Wirtschaftsgebäude im Hof                                    |
| Hauptstraße 40 (Standort)                                                         | Stadtmühle, Stallgebäude im Hof                                                         | Zweigeschossiger, verputzter Sandsteinquaderbau mit Pultdach und Fachwerksobergeschoss, 18. Jahrhundert, zum Teil auf der Stadtmauer aufsitzend | D-5-76-147-104 | Stadtmühle, Stallgebäude im Hof                                          |
| Hauptstraße 41 (Standort)                                                         | Bürgerhaus                                                                              | Zweigeschossiger, giebelständiger Sandsteinquaderbau mit gebrochenem Steilsatteldach und Fachwerkgiebel, 18./19. Jahrhundert | D-5-76-147-105 | Bürgerhaus                                                               |
| Hauptstraße 43 (Standort)                                                         | Ehemaliges Rotgerberhaus                                                                | Zweigeschossiger, giebelständiger und verputzter Massivbau mit Steilsatteldach, Fachwerkgiebel und traufseitigem Flügelanbau mit Krüppelwalmdach, bezeichnet 1796, 1874 nach Norden um eine Fensterachse erweitert, Flügelanbau modern | D-5-76-147-106 | Ehemaliges Rotgerberhaus                                                 |
| Herrengasse 6 (Standort)                                                          | Ehemaliger Kanonikatshof, Doppelhaus, ab 1803 Schulhaus, ab 1840 Kloster                | Zweigeschossiger, verputzter Sandsteinquaderbau mit Mansardwalmdach und Putzgliederung, barock, 1736; mit Ausstattung der Kapelle | D-5-76-147-108 | Ehemaliger Kanonikatshof, Doppelhaus, ab 1803 Schulhaus, ab 1840 Kloster |
| Herrengasse 10 (Standort)                                                         | Ehemaliger Dekanatshof, seit 1933 Rathaus                                               | Zweigeschossiger, verputzter Massivbau mit Mansardwalmdach und flachem Mittelrisalit mit Pilastergliederung, barock, von Gabriel de Gabrieli, um 1730/40 | D-5-76-147-109 | weitere Bilder                                                           |
| Herrengasse 10 (Standort)                                                         | Garten                                                                                  | Bereits 1380 erwähnt, 18. Jahrhundert | D-5-76-147-109 | BW                                                                       |
| Herrengasse 10 (Standort)                                                         | Garteneinfriedung und Toreinfahrt                                                       | Sandsteinquadermauer und Sandsteintorpfeiler, 18. Jahrhundert | D-5-76-147-109 | BW                                                                       |
| Herrengasse 12; Herrengasse 14 (Standort)                                         | Ehemaliger Kanonikatshof, Doppelhaus                                                    | Zweigeschossiger, verputzter Massivbau mit Mansardwalmdach, barock, 1753/56, bezeichnet „1754“ | D-5-76-147-110 | weitere Bilder                                                           |
| Herrengasse 12; Herrengasse 14 (Standort)                                         | Ehemaliger Kanonikatshof, Toreinfahrt                                                   | Sandsteinpfeiler, 18. Jahrhundert | D-5-76-147-110 | Ehemaliger Kanonikatshof, Toreinfahrt                                    |
| Hirtenfeld; an der Straße nach Trautenfurt (Standort)                             | Wegkreuz                                                                                | Gusseisernes Kruzifix mit vergoldetem Korpus auf Sandsteinsockel, 19. Jahrhundert | D-5-76-147-166 | BW                                                                       |
| Hofgasse 9 (Standort)                                                             | Handwerkerhaus, ehemaliges Seifensiederanwesen                                          | Zweigeschossiger, giebelständiger und verputzter Massivbau mit gebrochenem Steilsatteldach und verputztem Fachwerkgiebel, bezeichnet „1788“ | D-5-76-147-120 | Handwerkerhaus, ehemaliges Seifensiederanwesen                           |
| Hofgasse 15 (Standort)                                                            | Ackerbürgerhaus                                                                         | Zweigeschossiger, giebelständiger und verputzter Steilsatteldachbau mit Fachwerkgiebel, 18. Jahrhundert | D-5-76-147-122 | BW                                                                       |
| Hohenrain; in der Flur Am hohen Rain, unterhalb der Massendorfer Berge (Standort) | Sühnekreuz                                                                              | Sandstein, spätmittelalterlich | D-5-76-147-170 | weitere Bilder                                                           |
| Hohenrain; Massendorfer Straße (Standort)                                         | Sogenannte Bruder-Konrads-Kapelle                                                       | Wegkapelle, verputzter Massivbau mit Satteldach, 1936, versetzt 1975 | D-5-76-147-132 | BW                                                                       |
| Höllgasse 1 (Standort)                                                            | Wohnhaus                                                                                | Erdgeschossiger, giebelständiger Steilsatteldachbau mit Fachwerkgiebel, 18. Jahrhundert | D-5-76-147-111 | Wohnhaus                                                                 |
| Höllgasse 3 (Standort)                                                            | Kleinhaus                                                                               | Schmaler, zweigeschossiger und giebelständiger Satteldachbau, Fachwerksobergeschoss- und giebel verputzt, 17./18. Jahrhundert | D-5-76-147-113 | Kleinhaus                                                                |
| Höllgasse 4 (Standort)                                                            | Wohnhaus                                                                                | Zweigeschossiger, giebelständiger Steilsatteldachbau mit Fachwerkgiebel, 18. Jahrhundert | D-5-76-147-114 | Wohnhaus                                                                 |
| Höllgasse 5 (Standort)                                                            | Wohnhaus                                                                                | Zweigeschossiger, traufseitiger Steilsatteldachbau mit Fachwerksobergeschoss und -giebel, 18. Jahrhundert | D-5-76-147-115 | weitere Bilder                                                           |
| Höllgasse 6 (Standort)                                                            | Wohnhaus                                                                                | Schmaler, zweigeschossiger, giebelständiger und verputzter Fachwerkbau mit Steilsatteldach, 18. Jahrhundert, Fassade Anfang 20. Jahrhundert | D-5-76-147-116 | Wohnhaus                                                                 |
| Höllgasse 9 (Standort)                                                            | Wohnhaus                                                                                | Schmaler, dreigeschossiger und traufseitiger Satteldachbau mit vorkragenden, verputzten Fachwerksobergeschossen, 17./18. Jahrhundert | D-5-76-147-117 | BW                                                                       |
| Höllgasse 10 (Standort)                                                           | Wohnhaus                                                                                | Zweigeschossiger, traufseitiger Steilsatteldachbau mit Fachwerkgiebel, 18. Jahrhundert, erneuert. | D-5-76-147-118 | BW                                                                       |
| Josefplatz 3 (Standort)                                                           | Scheune                                                                                 | Steilsatteldachbau mit Fachwerkgiebel, erste Hälfte 19. Jahrhundert | D-5-76-147-123 | Scheune                                                                  |
| nahe der oberen Straße nach Hagsbronn (Standort)                                  | Flurkapelle                                                                             | Wohl 19. Jahrhundert | D-5-76-147-165 | BW                                                                       |
| Schildgraben; am Fußweg nach Großweingarten, östlich der Schießanlage (Standort)  | Wegkapelle                                                                              | Verputzter Satteldachbau mit Bildnische, um 1900 | D-5-76-147-169 | BW                                                                       |
| Wallfahrterberg; nördlich der Straße nach Hagsbronn (Standort)                    | Flurkapelle                                                                             | Verputzter Massivbau mit Satteldach und Vordach, wohl 19. Jahrhundert, 1973 wiederaufgebaut | D-5-76-147-164 | BW                                                                       |
| Kapellenberg (Standort)                                                           | Sogenanntes Parkschlössl, ehemaliges Kurbad                                             | Zweigeschossiger, traufseitiger und teilweise verputzter Sandsteinquaderbau mit Satteldach, Fachwerk-Kniestock mit Ziegelausfachung, Zwerchhaustürmchen und Holzbalkonen, zweite Hälfte 19. Jahrhundert | D-5-76-147-124 | BW                                                                       |
| Kapellenberg (Standort)                                                           | Sogenanntes Parkschlössl, Kellereingang                                                 | Sandsteinquaderbau, wohl gleichzeitig | D-5-76-147-124 | BW                                                                       |
| Kapellespan; am Alten Hagsbronner Weg (Standort)                                  | Wegkapelle                                                                              | Sandsteinquaderbau mit Satteldach, zweite Hälfte 19. Jahrhundert, ursprünglich gemauerter Bildstock mit muschelförmiger Figurennische; mit Ausstattung | D-5-76-147-163 | BW                                                                       |
| Nähe Lange Gasse (Standort)                                                       | Bildstock                                                                               | Sandsteinsäule, 17. Jahrhundert | D-5-76-147-131 | BW                                                                       |
| Nähe Güsseldorfer Straße; Lange Gasse (Standort)                                  | Wegkapelle                                                                              | Verputzter Massivbau mit Satteldach, wohl 19. Jahrhundert; mit Ausstattung | D-5-76-147-130 | BW                                                                       |
| Lange Gasse 1 (Standort)                                                          | Hopfenbauernhaus                                                                        | Zweigeschossiger, giebelständiger und verputzter Massivbau mit Fachwerkgiebel und gebrochenem Steilsatteldach mit Trockenluken, erste Hälfte 19. Jahrhundert | D-5-76-147-125 | Hopfenbauernhaus                                                         |
| Lange Gasse 2 (Standort)                                                          | Hopfenbauernhaus                                                                        | Zweigeschossiger, traufseitiger und verputzter Massivbau mit Fachwerkgiebel und gebrochenem Steilsatteldach, erste Hälfte 19. Jahrhundert | D-5-76-147-126 | Hopfenbauernhaus                                                         |
| Lange Gasse 6 (Standort)                                                          | Ehemaliges Doppelwohnhaus                                                               | Zweigeschossiger, traufseitiger und verputzter Massivbau mit gebrochenem Steilsatteldach, bezeichnet „1822“ | D-5-76-147-127 | Ehemaliges Doppelwohnhaus                                                |
| Lange Gasse 24 (Standort)                                                         | Wohnhaus                                                                                | Zweigeschossiger, traufseitiger Steilsatteldachbau mit verputztem Fachwerkgiebel, bezeichnet „1822“ | D-5-76-147-128 | BW                                                                       |
| Lange Gasse 26 (Standort)                                                         | Ehemaliges Bauernhaus                                                                   | Erdgeschossiger, traufseitiger und verputzter Massivbau mit Steilsatteldach und Fachwerkgiebel, 18./19. Jahrhundert | D-5-76-147-129 | BW                                                                       |
| Massendorfer Straße 9 (Standort)                                                  | Flurkreuz                                                                               | Gusseisernes Kruzifix mit vergoldetem Korpus auf Sandsteinsockel, bezeichnet „1846“ und „1883“ | D-5-76-147-306 | BW                                                                       |
| Mühlreisig 1 (Standort)                                                           | Hopfengut Mühlreisig                                                                    | Wohl bedeutendstes mittelfränkisches Hopfenbauernhaus, zweigeschossiger, verputzter Massivbau mit Fachwerksobergeschoss und -giebel und vierfach gebrochenem Steilsatteldach mit Trockenschlitzen, um 1746 | D-5-76-147-133 | Hopfengut Mühlreisig                                                     |
| Saazer Straße 3 (Standort)                                                        | Ehemalige Ziegelhütte                                                                   | Ein- bis zweigeschossiger Frackdachbau mit Fachwerksobergeschoss und -giebel, im Kern erste Hälfte 16. Jahrhundert, bezeichnet „1645“ | D-5-76-147-136 | Ehemalige Ziegelhütte                                                    |
| Schellenberg 1 (Standort)                                                         | Ehemaliger Sommerkeller                                                                 | In Hanglage, zweigeschossiger Sandsteinquaderbau über hohem Kellergeschoss mit abgewalmtem Mansarddach und rückwärtigem Fachwerkgiebel, wohl erste Hälfte 19. Jahrhundert, westlicher Anbau wohl 1920/30 | D-5-76-147-138 | BW                                                                       |
| Spitzenberg 4 (Standort)                                                          | Bürgerhaus                                                                              | Zweigeschossiger, giebelständiger und verputzter Steilsatteldachbau mit traufseitigem Seitenflügel mit Fachwerkgiebel, im Kern 18. Jahrhundert | D-5-76-147-140 | Bürgerhaus                                                               |
| Spitzenberg 4 (Standort)                                                          | Nebengebäude                                                                            | Zweigeschossiger, verputzter Massivbau mit Schopfwalmdach und Fachwerksobergeschoss und -giebel, wohl 19. Jahrhundert | D-5-76-147-140 | Nebengebäude                                                             |
| Spitzenberg 6 (Standort)                                                          | Ehemalige Hopfenscheune                                                                 | Zweigeschossiger, giebelständiger und teilweise verputzter Sandsteinquaderbau mit gebrochenem Steilsatteldach und Fachwerkgiebel, erste Hälfte 19. Jahrhundert | D-5-76-147-141 | Ehemalige Hopfenscheune                                                  |
| Spitzenberg 12 (Standort)                                                         | Wohnhaus                                                                                | Zweigeschossiger, traufseitiger Steilsatteldachbau mit Fachwerksobergeschoss und -giebel, 17./18. Jahrhundert | D-5-76-147-142 | Wohnhaus                                                                 |
| Spitzenberg 16 (Standort)                                                         | Sogenanntes Schlenzgerhaus, Wohnhaus                                                    | An die Stadtmauer angebauter bzw. aufsitzender, zweigeschossiger und traufseitiger Steilsatteldachbau mit Fachwerksobergeschoss und -giebel, wohl 17./18. Jahrhundert | D-5-76-147-144 | weitere Bilder                                                           |
| Stiftsgasse 2 (Standort)                                                          | Ehemalige Stiftskirche St. Nikolaus                                                     | Saalbau aus Sandsteinquadern mit Pilastergliederung, Doppelturmfassade und leicht eingezogenem Rechteckchor mit Dreiseitschluss, Langhaus mit Längstonne und Stichkappen, im Kern 14. Jahrhundert, barocker Neubau von Matthias Binder, 1767–70; mit Ausstattung | D-5-76-147-145 | weitere Bilder                                                           |
| Stiftsgasse 2, auf der Südseite der Kirche (Standort)                             | Ehemaliger Stiftsfriedhof                                                               | 1768 | D-5-76-147-145 | weitere Bilder                                                           |
| Stiftsgasse 2 (Standort)                                                          | Ehemaliger Stiftsfriedhof, Einfriedung                                                  | Verputzte Sandsteinquadermauer mit eingelassenen Grabsteinen und Sandsteinpfeilertor, gleichzeitig | D-5-76-147-145 | weitere Bilder                                                           |
| Stiftsgasse 3 (Standort)                                                          | Bürgerhaus                                                                              | Langgestreckter, zweigeschossiger und traufseitiger Satteldachbau mit Fachwerksobergeschoss und -giebel, 17./18. Jahrhundert | D-5-76-147-146 | Bürgerhaus                                                               |
| Stiftsgasse 4 (Standort)                                                          | Bürgerhaus                                                                              | Zweigeschossiger, giebelständiger Steilsatteldachbau mit Fachwerksobergeschoss und -giebel und verputzter Giebelfassade, 17./18. Jahrhundert | D-5-76-147-147 | Bürgerhaus                                                               |
| Stiftsgasse 7 (Standort)                                                          | Bürgerhaus                                                                              | In Ecklage, zweigeschossiger Satteldachbau mit Fachwerkgiebel, 18. Jahrhundert | D-5-76-147-148 | Bürgerhaus                                                               |
| Stiftsgasse 10 (Standort)                                                         | Sogenannte Judensau, Relief: Antoniusschwein                                            | Sandstein, 15. Jahrhundert | D-5-76-147-149 | Sogenannte Judensau, Relief: Antoniusschwein                             |
| Trautenfurter Weg (Standort)                                                      | Ehemalige Marktsäule, sogenannte Rolandssäule                                           | Sandstein, 18./19. Jh., nach Beschädigung teilweise überarbeitet | D-5-76-147-475 | BW                                                                       |
| Turmgasse 6 (Standort)                                                            | Wohnhaus                                                                                | Zweigeschossiger, giebelständiger Steilsatteldachbau mit Fachwerksobergeschoss und -giebel und giebelseitigem Anbau, erste Hälfte 19. Jahrhundert | D-5-76-147-152 | Wohnhaus                                                                 |
| Wallfahrter Weg 2 (Standort)                                                      | Ehemaliges Hopfenbauernhaus                                                             | Zweigeschossiger, giebelständiger und verputzter Massivbau mit gebrochenem Steilsatteldach und Fachwerkgiebel, 19. Jahrhundert | D-5-76-147-153 | Ehemaliges Hopfenbauernhaus                                              |
| Webergasse 4 (Standort)                                                           | Wohnhaus                                                                                | Kleiner, zweigeschossiger und traufseitiger Steilsatteldachbau mit Fachwerksobergeschoss und vorkragender Traufe, 17./18. Jahrhundert | D-5-76-147-154 | Wohnhaus                                                                 |
| Webergasse 8 (Standort)                                                           | Ackerbürgerhaus                                                                         | Zweigeschossiger, traufseitiger und verputzter Massivbau mit Steilsatteldach und Fachwerkgiebel, bezeichnet „1786“ | D-5-76-147-155 | Ackerbürgerhaus                                                          |
| Industriestraße; an der Weingarter Straße, Ecke Industriestraße (Standort)        | Kreuzstein                                                                              | Sandstein, mittelalterlich | D-5-76-147-158 | weitere Bilder                                                           |
| Schildgraben; an der Straße nach Großweingarten (Standort)                        | Wegkreuz                                                                                | Holzkruzifix mit Sternenbaldachin, 19. Jahrhundert | D-5-76-147-159 | BW                                                                       |
| Weingarter Straße 21 (Standort)                                                   | Neues Schießhaus                                                                        | Zweigeschossiger Sandsteinquaderbau mit Satteldach, Fachwerksobergeschoss und verbrettertem Giebel, 1875 | D-5-76-147-157 | BW                                                                       |
| Weingarter Straße 21 (Standort)                                                   | Neues Schießhaus, Inschriftstein                                                        | Bezeichnet „1655“ | D-5-76-147-157 | BW                                                                       |
| Windsbacher Straße 1 (Standort)                                                   | Ehemaliges Hopfenbauernhaus                                                             | Zweigeschossiger, giebelständiger und verputzter Massivbau mit Steilsatteldach, erste Hälfte 19. Jahrhundert | D-5-76-147-160 | Ehemaliges Hopfenbauernhaus                                              |
| Windsbacher Straße 1 (Standort)                                                   | Scheune                                                                                 | Dreigeschossiger Sandsteinquaderbau mit Satteldach und Fachwerksobergeschossen mit Ziegelausfachung, 19. Jahrhundert | D-5-76-147-160 | BW                                                                       |
| Windsbacher Straße 21 (Standort)                                                  | Gasthaus Hoffmanns Keller                                                               | Zweigeschossiger, giebelständiger Steilsatteldachbau über hohem Kellergeschoss mit Fachwerksobergeschoss und -giebel, erste Hälfte 19. Jahrhundert | D-5-76-147-161 | Gasthaus Hoffmanns Keller                                                |
| Windsbacher Straße 28 (Standort)                                                  | Ehemaliges Bäckerhaus                                                                   | Zweigeschossiger, traufseitiger und verputzter Steilsatteldachbau mit rückseitigem Mansarddachanbau, zum Teil Fachwerk, Mitte 19. Jahrhundert | D-5-76-147-162 | BW                                                                       |

### Egelmühle
| Lage                   | Objekt                                         | Beschreibung | Akten-Nr.      | Bild                                           |
| ---------------------- | ---------------------------------------------- | --- | -------------- | ---------------------------------------------- |
| Egelmühle 1 (Standort) | Sogenannte Egelmühle                           | Geschlossene Hofanlage | D-5-76-147-172 | BW                                             |
| Egelmühle 1 (Standort) | Sogenannte Egelmühle, Müllerwohnhaus           | Zweigeschossiger, traufseitiger und verputzter Sandsteinquaderbau mit Steilsatteldach, verputztem Fachwerkgiebel, Aufzugserker und Nischenfigur, 18. Jahrhundert | D-5-76-147-172 | Sogenannte Egelmühle, Müllerwohnhaus           |
| Egelmühle 1 (Standort) | Sogenannte Egelmühle, Scheune                  | Großer, giebelständiger Sandsteinquaderbau mit gebrochenem Steilsatteldach und Fachwerkgiebel, 18./19. Jahrhundert                                               | D-5-76-147-172 | Sogenannte Egelmühle, Scheune                  |
| Egelmühle 1 (Standort) | Sogenannte Egelmühle, Nebengebäude in Hanglage | Ein- bis zweigeschossiger, traufseitiger Sandsteinquaderbau mit Steilsatteldach und östlichem Fachwerkgiebel, bezeichnet „1792“                                  | D-5-76-147-172 | Sogenannte Egelmühle, Nebengebäude in Hanglage |
| Egelmühle 1 (Standort) | Sogenannte Egelmühle, Nebengebäude in Hanglage | Ein- bis zweigeschossiger, traufseitiger Sandsteinquader- und Fachwerkbau mit einseitig gebrochenem Steilsatteldach, 18./19. Jahrhundert                         | D-5-76-147-172 | BW                                             |
| Egelmühle 1 (Standort) | Sogenannte Egelmühle, Backofen                 | Kleiner Backstein- und Sandsteinquaderbau mit Pultdach, wohl zweite Hälfte 19. Jahrhundert                                                                       | D-5-76-147-172 | BW                                             |
| Egelmühle 1 (Standort) | Sogenannte Egelmühle, Einfriedung              | Mit zwei Rundbogentoren an der West- und Ostseite der Hofanlage, Sandsteinquader, 18./19. Jahrhundert                                                            | D-5-76-147-172 | BW                                             |

### Enderndorf am See
| Lage                                       | Objekt                                                                | Beschreibung | Akten-Nr.      | Bild                                                                  |
| ------------------------------------------ | --------------------------------------------------------------------- | --- | -------------- | --------------------------------------------------------------------- |
| Freiherr-von-Harsdorf-Straße 23 (Standort) | Ehemaliges Fuetterer'sches Schlösschen, später Harsdorfer Schlösschen | Zweigeschossiger Sandsteinquaderbau über quadratischem Grundriss, mit Mansarddach und Glockentürmchen, 18. Jahrhundert | D-5-76-147-343 | Ehemaliges Fuetterer'sches Schlösschen, später Harsdorfer Schlösschen |

### Engelhof
| Lage                                          | Objekt                                                 | Beschreibung                                                                                                   | Akten-Nr.      | Bild |
| --------------------------------------------- | ------------------------------------------------------ | --- | -------------- | ---- |
| Engelhof 1; Hinterfeld; Vorderfeld (Standort) | Ehemaliges Wohnstallhaus des Vierseithofs in Einödlage | Erdgeschossiger, teilweise verputzter Sandsteinquaderbau mit Steilsatteldach und Dachreiter, bezeichnet „1855“ | D-5-76-147-173 | BW   |
| Engelhof 1; Hinterfeld; Vorderfeld (Standort) | Hofkapelle St. Marien                                  | Kleiner Sandsteinquaderbau mit Satteldach und halbrunder Apsis, bezeichnet „1878“; mit Ausstattung             | D-5-76-147-173 | BW   |
| Engelhof 1; Hinterfeld; Vorderfeld (Standort) | Sandsteinpfeiler                                       | Mit Kugelaufsätzen als Eingang zum Hausgarten, erstes Drittel 19. Jahrhundert                                  | D-5-76-147-173 | BW   |
| Engelhof 1; Hinterfeld; Vorderfeld (Standort) | Flurkreuz                                              | Gusseisernes Kruzifix mit vergoldeten Figuren auf Steinsockel mit Inschrifttafel, bezeichnet „1920“            | D-5-76-147-173 | BW   |

### Fünfbronn
| Lage                                                                                   | Objekt                                          | Beschreibung | Akten-Nr.      | Bild                     |
| -------------------------------------------------------------------------------------- | ----------------------------------------------- | --- | -------------- | ------------------------ |
| Fünfbronn 8 (Standort)                                                                 | Bauernhaus                                      | Zweigeschossiger, traufseitiger Sandsteinquaderbau mit Satteldach, um 1860/70                                                   | D-5-76-147-180 | Bauernhaus               |
| Fünfbronn 8 (Standort)                                                                 | Scheune                                         | Giebelständiger Sandsteinquaderbau mit Steilsatteldach, gleichzeitig                                                            | D-5-76-147-180 | BW                       |
| Fünfbronn 9 (Standort)                                                                 | Ehemaliges Hopfenbauernhaus                     | Erdgeschossiger, traufseitiger Sandsteinquaderbau mit gebrochenem Steilsatteldach, bezeichnet „1862“                            | D-5-76-147-175 | BW                       |
| Fünfbronn 9 (Standort)                                                                 | Scheune                                         | Giebelständiger Sandsteinquaderbau mit Steilsatteldach, bezeichnet „1874“                                                       | D-5-76-147-175 | BW                       |
| Fünfbronn 13 (Standort)                                                                | Evangelisch-lutherische Pfarrkirche St. Michael | Sandsteinquaderbau mit Satteldach und Chorturm mit Spitzhelm, Turmuntergeschosse romanisch, Langhaus 1873/75; mit Ausstattung   | D-5-76-147-174 | weitere Bilder           |
| Fünfbronn 15 (Standort)                                                                | Ehemaliges Wohnstallhaus                        | Erdgeschossiger, giebelständiger Sandsteinquaderbau mit Steilsatteldach und Trockenluken, um 1860/70                            | D-5-76-147-177 | Ehemaliges Wohnstallhaus |
| Fünfbronn 15 (Standort)                                                                | Scheune                                         | Traufseitiger Sandsteinquaderbau mit Steilsatteldach und Fachwerkgiebel, gleichzeitig                                           | D-5-76-147-177 | BW                       |
| Fünfbronn 22 (Standort)                                                                | Ehemaliges Schulhaus                            | Zweigeschossiger, traufseitiger Sandsteinquaderbau mit Satteldach und Gurtgesims, um 1860/70                                    | D-5-76-147-176 | Ehemaliges Schulhaus     |
| Fünfbronn 22 (Standort)                                                                | Scheune                                         | Traufseitiger Sandsteinquaderbau mit Steilsatteldach, gleichzeitig                                                              | D-5-76-147-176 | Scheune                  |
| Fünfbronn 22 (Standort)                                                                | Einfriedung                                     | Sandsteinpfeiler und Pfeilgitterzaun auf Sandsteinquadermauer, gleichzeitig                                                     | D-5-76-147-176 | BW                       |
| Fünfbronn 23 (Standort)                                                                | Bauernhaus                                      | Zweigeschossiger, giebelständiger Sandsteinquaderbau mit Steilsatteldach, bezeichnet „1858“                                     | D-5-76-147-178 | Bauernhaus               |
| Fünfbronn 23 (Standort)                                                                | Scheune                                         | Traufseitiger Sandsteinquaderbau mit Steilsatteldach, wohl gleichzeitig                                                         | D-5-76-147-178 | Scheune                  |
| Fünfbronn 28 (Standort)                                                                | Bauernhaus                                      | Erdgeschossiger, traufseitiger Sandsteinquaderbau auf hohem Sockelgeschoss mit Steilsatteldach und Vortreppe, bezeichnet „1866“ | D-5-76-147-184 | Bauernhaus               |
| Fünfbronn 28 (Standort)                                                                | Scheune                                         | Giebelständiger Massiv- und Fachwerkbau mit Steilsatteldach, wohl 19. Jahrhundert                                               | D-5-76-147-184 | Scheune                  |
| Fünfbronn 28 (Standort)                                                                | Nebengebäude                                    | Kleiner, traufseitiger Sandsteinquaderbau mit Satteldach, wohl 19. Jahrhundert                                                  | D-5-76-147-184 | BW                       |
| Fünfbronn 35 (Standort)                                                                | Bauernhaus                                      | Zweigeschossiger, giebelständiger und teilweise verputzter Sandsteinquaderbau mit Satteldach, um 1860                           | D-5-76-147-179 | BW                       |
| Fünfbronn 35 (Standort)                                                                | Scheune                                         | Traufseitiger Sandsteinquaderbau mit Steilsatteldach und Trockenluken, wohl zweite Hälfte 19. Jahrhundert                       | D-5-76-147-179 | BW                       |
| Fünfbronn 39 (Standort)                                                                | Bauernhaus                                      | Zweigeschossiger, giebelständiger Sandsteinquaderbau mit Steilsatteldach, bezeichnet „1861“                                     | D-5-76-147-181 | Bauernhaus               |
| Fünfbronn 40 (Standort)                                                                | Bauernhaus                                      | Erdgeschossiger Sandsteinquaderbau mit gebrochenem Steilsatteldach, um 1860                                                     | D-5-76-147-183 | BW                       |
| Fünfbronn 42 (Standort)                                                                | Bauernhaus                                      | Zweigeschossiger, traufseitiger Sandsteinquaderbau mit Steilsatteldach und Gurtgesims, um 1860                                  | D-5-76-147-182 | Bauernhaus               |
| Kreisstraße RH 6; an der Straße nach Spalt (Standort)                                  | Sühnekreuz                                      | Sandstein, mittelalterlich | D-5-76-147-186 | weitere Bilder           |
| Kreisstraße RH 6;an der Straße nach Spalt, bei der Abzweigung nach Keilberg (Standort) | Bildstock                                       | Sandsteinsäule mit Relief, wohl 17. Jahrhundert                                                                                 | D-5-76-147-185 | Bildstock                |

### Großweingarten
| Lage                                                                  | Objekt                              | Beschreibung | Akten-Nr.      | Bild           |
| --------------------------------------------------------------------- | ----------------------------------- | --- | -------------- | -------------- |
| Alte Straße; am Nordende der Dorfstraße (Standort)                    | Wegkreuz                            | Holzkruzifix mit Blechverdachung, 19. Jahrhundert | D-5-76-147-208 | BW             |
| Alte Straße 8 (Standort)                                              | Wohnstallhaus                       | Erdgeschossiger, giebelständiger und verputzter Sandsteinquaderbau mit Satteldach, bezeichnet „1852“ | D-5-76-147-187 | BW             |
| Dorfstraße 12 (Standort)                                              | Ehemaliges Wohnstallhaus            | Erdgeschossiger, traufseitiger Sandsteinquaderbau mit Steilsatteldach, um Mitte 19. Jahrhundert | D-5-76-147-188 | BW             |
| Dorfstraße 23 (Standort)                                              | Hopfenbauernhaus                    | Zweigeschossiger, giebelständiger Sandsteinquader mit Steilsatteldach, um 1860/70 | D-5-76-147-189 | BW             |
| Dorfstraße 26 (Standort)                                              | Hopfenbauernhaus                    | Zweigeschossiger, giebelständiger Sandsteinquaderbau mit Steilsatteldach, bezeichnet „1862“ | D-5-76-147-190 | BW             |
| Dorfstraße 33 (Standort)                                              | Hopfenbauernhaus                    | Zweigeschossiger, giebelständiger Sandsteinquaderbau mit Steilsatteldach, um 1860/70 | D-5-76-147-191 | BW             |
| Dorfstraße 41 (Standort)                                              | Hopfenbauernhaus                    | Zweigeschossiger, giebelständiger Sandsteinquaderbau mit Steilsatteldach, um 1860/70 | D-5-76-147-193 | BW             |
| Dorfstraße 43 (Standort)                                              | Bauernhaus                          | Schmaler zweigeschossiger, giebelständiger und verputzter Fachwerkbau mit Steilsatteldach, 18. Jahrhundert | D-5-76-147-194 | BW             |
| Dorfstraße 45 (Standort)                                              | Ehemaliges Pfarrhaus                | zweigeschossiger, verputzter Traufseitbau mit Walmdach, einläufiger Freitreppe und Portal, 1813 | D-5-76-147-381 | BW             |
| Dorfstraße 50 (Standort)                                              | Hopfenbauernhaus                    | Zweigeschossiger, giebelständiger Sandsteinquaderbau mit Steilsatteldach, bezeichnet „1857“ | D-5-76-147-196 | BW             |
| Dorfstraße 56 (Standort)                                              | Ehemaliges Hopfenbauernhaus         | Erdgeschossiger, giebelständiger Sandsteinquaderbau mit gebrochenem Steilsatteldach, um 1860/70 | D-5-76-147-204 | BW             |
| Dorfstraße 57 (Standort)                                              | Austragshaus                        | Schmaler zweigeschossiger und giebelständiger Sandsteinquaderbau mit Steilsatteldach und Fachwerksobergeschoss und -giebel, zweite Hälfte 19. Jahrhundert | D-5-76-147-197 | BW             |
| Dorfstraße 60 (Standort)                                              | Katholische Pfarrkirche St. Michael | Sandsteinquaderbau mit Walmdach, eingezogenem Chor mit Dreiseitschluss und seitlichem, ehemaligem Chorturm mit Haubendach und Laterne, flachgedecktes Langhaus mit ebenfalls flachgedecktem Chor und Orgelempore, Turmuntergeschoss Mitte 13. Jahrhundert, Turmobergeschosse 1794, spätgotischer Chor und Langhaus unter Einbeziehung des alten Turms in den Chorzwickel 1493, klassizistischer Ausbau und Erhöhung des Langhauses und Chores 1822/23; mit Ausstattung | D-5-76-147-199 | weitere Bilder |
| Dorfstraße 71 (Standort)                                              | Bauernhaus                          | Zweigeschossiger, giebelständiger Sandsteinquaderbau mit Steilsatteldach, bezeichnet „1859“ | D-5-76-147-201 | BW             |
| Dorfstraße 71 (Standort)                                              | Ölbergkapelle                       | Giebelseitig angebaut, Sandsteinquaderbau mit Satteldach, 18. Jahrhundert, mit Ausstattung | D-5-76-147-201 | BW             |
| Dorfstraße 73 (Standort)                                              | Ehem. Bauernhaus                    | Erdgeschossiger, traufseitiger und verputzter Massivbau mit Steilsatteldach und Fachwerkgiebel, 18. Jahrhundert | D-5-76-147-202 | BW             |
| Dorfstraße 79 (Standort)                                              | Bauernhaus                          | Zweigeschossiger, giebelständiger Steilsatteldachbau mit Fachwerkgiebel, bezeichnet „1789“ | D-5-76-147-203 | BW             |
| Hintere Dorfstraße 23 (Standort)                                      | Kapelle St. Trinitas                | Verputzter Massivbau mit Satteldach, 19. Jahrhundert; mit Ausstattung | D-5-76-147-213 | BW             |
| Kreisstraße RH 16; Am Wasserturm an der Straße nach Stirn (Standort)  | Wegkapelle                          | Verputzter Sandsteinquaderbau mit Satteldach, wohl 19. Jahrhundert | D-5-76-147-211 | BW             |
| Kreisstraße RH 16; Am Wasserturm; an der Straße nach Stirn (Standort) | Wegkreuz                            | Holzkruzifix mit Blechverdachung, 18./19. Jahrhundert | D-5-76-147-210 | BW             |
| Kühholz; am Pleinfelder Weg (Standort)                                | Kapelle St. Trinitas                | Verputzter Massivbau mit Satteldach, 19. Jahrhundert | D-5-76-147-212 | BW             |
| Östlich der Straße nach Stirn ()                                      | Hopfenhäuschen                      | Mit Walmdach, 19. Jahrhundert; nicht nachqualifiziert | D-5-76-147-215 |                |
| Nähe Kellerbuck; im Oberen Dorf (Standort)                            | Kapelle St. Marien                  | Verputzter Massivbau mit Satteldach, 19. Jahrhundert; mit Ausstattung | D-5-76-147-214 | BW             |
| Nähe Stirner Straße; am Südende der Dorfstraße (Standort)             | Wegkreuz                            | Holzkruzifix mit Gehäuse, 18./19. Jahrhundert | D-5-76-147-209 | BW             |
| Talgäßchen 12 (Standort)                                              | Hopfenbauernhaus                    | In Ecklage, zweigeschossiger Sandsteinquaderbau mit Steilsatteldach und firstgleich angeschlossener ehemaliger Scheune, bezeichnet „185“ | D-5-76-147-205 | BW             |
| Zeller Weg 4 (Standort)                                               | Ehemaliges Bauernhaus               | Erdgeschossiger Sandsteinquaderbau mit Steilsatteldach, bezeichnet „1873“ | D-5-76-147-206 | BW             |

### Güsseldorf
| Lage                                         | Objekt           | Beschreibung                                                                                               | Akten-Nr.      | Bild                                                                                     |
| -------------------------------------------- | ---------------- | --- | -------------- | ---------------------------------------------------------------------------------------- |
| Güsseldorf 1 1⁄2 (Standort)                  | Wegkreuz         | Holzkruzifix mit modernem Gehäuse, neuromanisch                                                            | D-5-76-147-218 | [[Vorlage:Bilderwunsch/code!/C:49.1927,10.94428!/D:Güsseldorf 1 1 ⁄ 2 , Wegkreuz!/\|BW]] |
| Güsseldorf 12 (Standort)                     | Hopfenbauernhaus | Zweigeschossiger, giebelständiger Sandsteinquaderbau mit gebrochenem Steilsatteldach, Ende 19. Jahrhundert | D-5-76-147-216 | BW                                                                                       |
| Güsseldorf 12 (Standort)                     | Scheune          | Traufseitiger Sandsteinquaderbau mit Steilsatteldach und Fachwerkgiebel, 19. Jahrhundert                   | D-5-76-147-216 | BW                                                                                       |
| Von Güsseldorf nach Obersteinbach (Standort) | Wegkapelle       | Verputzter Massivbau mit Satteldach, erste Hälfte 19. Jahrhundert; mit Ausstattung                         | D-5-76-147-217 | BW                                                                                       |

### Hagsbronn
| Lage                                                                      | Objekt                               | Beschreibung | Akten-Nr.      | Bild                                 |
| ------------------------------------------------------------------------- | ------------------------------------ | --- | -------------- | ------------------------------------ |
| Lettenfeld; am Kreisverkehr, an der Straße nach Großweingarten (Standort) | Wegkapelle                           | Sandsteinquaderbau mit Satteldach und Giebelkreuz, 19. Jahrhundert | D-5-76-147-224 | weitere Bilder                       |
| In Hagsbronn; an der Straße nach Stockheim (Standort)                     | Wegkapelle                           | Sandsteinquaderbau mit Satteldach, 1801 | D-5-76-147-225 | Wegkapelle                           |
| Kreisstraße RH 13; an der Straße nach Enderndorf (Standort)               | Wegkapelle                           | Sandsteinquaderbau mit Satteldach, Ende 19. Jahrhundert | D-5-76-147-223 | Wegkapelle                           |
| Oberes Dorf 1; am südlich und höher gelegenen Ortsteil (Standort)         | Wegkreuz                             | Gusseisernes Kruzifix mit vergoldetem Korpus auf Kalksteinsockel mit Marmortafel, 1898 | D-5-76-147-226 | BW                                   |
| Unteres Dorf 2 (Standort)                                                 | Katholische Filialkirche St. Ägidius | Saalbau aus Sandsteinquadern mit Satteldach, Dachreiter und dreiseitig geschlossenem Chor mit Strebepfeilern, flachgedecktes Langhaus mit Orgelempore und flachgedeckter Chor, Langhaus 1261, Chor 1507, Barockisierung und Erweiterung nach Westen 1724; mit Ausstattung | D-5-76-147-222 | Katholische Filialkirche St. Ägidius |
| Unteres Dorf 2 (Standort)                                                 | Friedhofsummauerung                  | Sandsteinquadermauer, an der nordöstlichen Hangseite mit Strebepfeilern, wohl 18. Jahrhundert | D-5-76-147-222 | BW                                   |
| Unteres Dorf 3 (Standort)                                                 | Ehemaliges Gasthaus                  | Zweigeschossiger, traufseitiger Sandsteinquaderbau mit Steilsatteldach und verputztem Fachwerkgiebel, zweite Hälfte 19. Jahrhundert | D-5-76-147-221 | BW                                   |
| Unteres Dorf 4 (Standort)                                                 | Ehemaliges Schulhaus                 | Zweigeschossiger, traufseitiger Sandsteinquaderbau mit Satteldach, 1863 | D-5-76-147-219 | Ehemaliges Schulhaus                 |
| Unteres Dorf 18 (Standort)                                                | Wohnhaus                             | Zweigeschossiger, giebelständiger Sandsteinquaderbau mit Steilsatteldach und verputztem Giebel, um Mitte 19. Jahrhundert | D-5-76-147-220 | BW                                   |

### Heiligenblut
| Lage                      | Objekt                                                                                 | Beschreibung                                                     | Akten-Nr.      | Bild |
| ------------------------- | -------------------------------------------------------------------------------------- | ---------------------------------------------------------------- | -------------- | ---- |
| Heiligenblut 1 (Standort) | Ehemaliges Franziskanerkloster Heiligenblut, vor 1706 bis 1806, jetzt Bauernhof        | Gewölbter Keller und Lavabo in moderner Scheune, 18. Jahrhundert | D-5-76-147-227 | BW   |
| Heiligenblut 1 (Standort) | Ehemaliges Franziskanerkloster Heiligenblut, Stützmauern des ehemaligen Klostergartens | Bruchsteinmauerwerk, 18. Jahrhundert                             | D-5-76-147-227 | BW   |

### Hohenrad
| Lage                                                      | Objekt     | Beschreibung                                                                                               | Akten-Nr.      | Bild       |
| --------------------------------------------------------- | ---------- | --- | -------------- | ---------- |
| Hohenrad 2 (Standort)                                     | Scheune    | Traufseitiger Sandsteinquaderbau mit Steilsatteldach und Fachwerkgiebel, 19. Jahrhundert                   | D-5-76-147-228 | Scheune    |
| Hohenrad 2 (Standort)                                     | Wohnhaus   | Zweigeschossiger, traufseitiger Satteldachbau mit Fachwerksobergeschoss, wohl erste Hälfte 19. Jahrhundert | D-5-76-147-229 | Wohnhaus   |
| Flur Hohenrad; an der Straße nach Untererlbach (Standort) | Wegkapelle | Verputzter Massivbau mit Satteldach, um 1926/30; mit Ausstattung                                           | D-5-76-147-230 | Wegkapelle |

### Keilberg
| Lage                                                         | Objekt     | Beschreibung                                                | Akten-Nr.      | Bild |
| ------------------------------------------------------------ | ---------- | ----------------------------------------------------------- | -------------- | ---- |
| Baumgarten; nordöstlich des Ortes an der Kreuzung (Standort) | Wegkapelle | Sandsteinquaderbau mit Satteldach, um Mitte 19. Jahrhundert | D-5-76-147-231 | BW   |

### Massendorf
| Lage                                                     | Objekt                   | Beschreibung                                                                                                  | Akten-Nr.      | Bild                     |
| -------------------------------------------------------- | ------------------------ | --- | -------------- | ------------------------ |
| Am Berg 2 (Standort)                                     | Gasthaus                 | Zweigeschossiger, giebelständiger Satteldachbau mit Fachwerksobergeschoss- und giebel, bezeichnet „1818“      | D-5-76-147-233 | Gasthaus                 |
| Am Spalter Weg; am Fußweg nach Spalt (Standort)          | Bildstock                | Sandsteinsäule, bezeichnet „1623“                                                                             | D-5-76-147-238 | BW                       |
| Im Forst (Standort)                                      | Grenzstein               | Sandstein, einseitig reliefiert mit Krummstab, stark verwittert, frühneuzeitlich                              | D-5-76-147-330 | BW                       |
| Steigäcker; südöstlich des Ortes (Standort)              | Bildstock                | Sandsteinsäule, erste Hälfte 17. Jahrhundert                                                                  | D-5-76-147-237 | BW                       |
| Steigäcker; am südlichen Ortsrand (Standort)             | Wegkapelle               | Verputzter Massivbau mit Satteldach, 17./18. Jahrhundert                                                      | D-5-76-147-236 | Wegkapelle               |
| Steinbacher Straße 3 (Standort)                          | Ehemaliges Wohnstallhaus | Erdgeschossiger, giebelständiger Sandsteinquaderbau mit Steilsatteldach und Fachwerkgiebel, bezeichnet „1859“ | D-5-76-147-234 | Ehemaliges Wohnstallhaus |
| Steinbacher Straße 7 (Standort)                          | Ehemaliges Wohnstallhaus | Erdgeschossiger, traufseitiger und teils verputzter Sandsteinquaderbau mit Steilsatteldach, bezeichnet „1827“ | D-5-76-147-235 | Ehemaliges Wohnstallhaus |
| Steinbacher Straße 7 (Standort)                          | Scheune                  | Nördlich angebaut, traufseitiger Sandsteinquaderbau mit Steilsatteldach und Fachwerkgiebel, 19. Jahrhundert   | D-5-76-147-235 | BW                       |
| Am Spalter Weg; östlich der Straße nach Spalt (Standort) | Sühnekreuz               | Sandstein, mittelalterlich                                                                                    | D-5-76-147-239 | weitere Bilder           |

### Mosbach
| Lage                                                                        | Objekt                            | Beschreibung | Akten-Nr.      | Bild |
| --------------------------------------------------------------------------- | --------------------------------- | --- | -------------- | ---- |
| Im Bühl; an der Kreisstraße nördlich des Ortes (Standort)                   | Flurkreuz                         | Gusseisernes Kruzifix mit vergoldetem Korpus auf Sandsteinsockel, bezeichnet „1878“                                                                                         | D-5-76-147-254 | BW   |
| Im Dörnet; Im Grün; östlich des Ortes (Standort)                            | Bildstock „Im Khrien“             | Sandsteinsäule mit gefastem Sockel und Schaft und rechteckiger Bildnische, frühes 16. Jahrhundert                                                                           | D-5-76-147-250 | BW   |
| In Mosbach (Standort)                                                       | Katholische Ortskapelle           | Sandsteinquaderbau mit Satteldach, halbrundem Chorschluss und Fachwerk-Dachreiter, bezeichnet „1883“; mit Ausstattung                                                       | D-5-76-147-240 | BW   |
| In Mosbach, am Spalter Weg gegenüber Mosbach 21 (Standort)                  | Wegkreuz                          | Holzkruzifix, um 1600, Baldachin um 1950 erneuert | D-5-76-147-256 | BW   |
| Mosbach 2 (Standort)                                                        | Gemeindescheune und Feuerwehrhaus | Zweigeschossiger, giebelständiger Sandsteinquaderbau mit Steilsatteldach, 1858                                                                                              | D-5-76-147-241 | BW   |
| Mosbach 4 (Standort)                                                        | Ehemaliges Bauernhaus             | Erdgeschossiger, traufseitiger Sandsteinquaderbau mit Steilsatteldach und Fachwerkgiebel, 18./Anfang 19. Jahrhundert                                                        | D-5-76-147-242 | BW   |
| Mosbach 8 (Standort)                                                        | Ehemaliges Austragshaus           | Erdgeschossiger Sandsteinquaderbau mit gebrochenem Steilsatteldach und Fachwerkgiebel, erste Hälfte 19. Jahrhundert                                                         | D-5-76-147-243 | BW   |
| Mosbach 10 (Standort)                                                       | Dreiseithof, Gasthaus             | Zweigeschossiger, giebelständiger und verputzter Sandsteinquaderbau mit Steilsatteldach und Fachwerkgiebel, 18. Jahrhundert                                                 | D-5-76-147-244 | BW   |
| Mosbach 10 (Standort)                                                       | Dreiseithof, Hopfenscheune        | Großer Sandsteinquaderbau mit gebrochenem Steilsatteldach, zweite Hälfte 19. Jahrhundert                                                                                    | D-5-76-147-244 | BW   |
| Mosbach 10 (Standort)                                                       | Dreiseithof, Hopfenscheune        | Sandsteinquaderbau mit gebrochenem Steilsatteldach, hofseitig hölzerner Laube und rundbogiger Durchfahrt, zweite Hälfte 19. Jahrhundert, Laube erste Hälfte 20. Jahrhundert | D-5-76-147-244 | BW   |
| Mosbach 12 (Standort)                                                       | Hopfenbauernhaus                  | Zweigeschossiger, giebelständiger Sandsteinquaderbau mit Steilsatteldach und Hausmadonna, erste Hälfte 19. Jahrhundert                                                      | D-5-76-147-245 | BW   |
| Mosbach 12 (Standort)                                                       | Hopfenscheune                     | Traufseitiger Sandsteinquaderbau mit gebrochenem Steilsatteldach und Fachwerkgiebel, gleichzeitig                                                                           | D-5-76-147-245 | BW   |
| Mosbach 12 (Standort)                                                       | Nebengebäude                      | Zweigeschossiger Sandsteinquaderbau mit Steilsatteldach, 19. Jahrhundert | D-5-76-147-245 | BW   |
| Mosbach 13 (Standort)                                                       | Kleinbauernhaus                   | Erdgeschossiger, giebelständiger und verputzter Sandsteinquaderbau mit Steilsatteldach und verputztem Fachwerkgiebel, erste Hälfte 19. Jahrhundert                          | D-5-76-147-246 | BW   |
| Mosbach 14 (Standort)                                                       | Bauernhaus                        | In Ecklage, erdgeschossiger Sandsteinquaderbau mit Steilsatteldach und Fachwerksteilgiebel, bezeichnet „1772“                                                               | D-5-76-147-247 | BW   |
| Mosbach 15 (Standort)                                                       | Hopfenbauernhaus                  | Zweigeschossiger, traufseitiger Sandsteinquaderbau mit gebrochenem Steilsatteldach, um 1865                                                                                 | D-5-76-147-309 | BW   |
| Mosbach 17 (Standort)                                                       | Hopfenbauernhaus                  | Zweigeschossiger, giebelständiger Sandsteinquaderbau mit Steilsatteldach, Ende 19. Jahrhundert                                                                              | D-5-76-147-248 | BW   |
| Mosbach 17 (Standort)                                                       | Hopfenscheune                     | Traufseitiger Sandsteinquaderbau mit gebrochenem Steilsatteldach, gleichzeitig                                                                                              | D-5-76-147-248 | BW   |
| Mosbach 18 (Standort)                                                       | Bauernhof, Bauernhaus             | Zweigeschossiger, traufseitiger Sandsteinquaderbau mit Steilsatteldach und Fachwerkgiebel, bezeichnet „1835“                                                                | D-5-76-147-249 | BW   |
| Mosbach 18 (Standort)                                                       | Bauernhof, Scheune                | Zweigeschossiger Sandsteinquaderbau mit Steilsatteldach, wohl um 1835 | D-5-76-147-249 | BW   |
| Mosbach 18 (Standort)                                                       | Bauernhof, Nebengebäude           | Nördlich an Bauernhaus angebaut, erdgeschossiger Sandsteinquaderbau mit Steilsatteldach, erste Hälfte 19. Jahrhundert                                                       | D-5-76-147-249 | BW   |
| Mosbach 18 (Standort)                                                       | Bauernhof, Einfriedung            | Pfeilgitterzaun, 19. Jahrhundert | D-5-76-147-249 | BW   |
| Wasserwegäcker; am Spalter Weg, Abzweigung zur Steinfurter Mühle (Standort) | Stumpf eines Bildstockes          | Sandstein, 17. Jahrhundert | D-5-76-147-253 | BW   |
| Reutweg; am Spalter Weg, Abzweigung, Reutweg (Standort)                     | Bildstock                         | Sandsteinsäule auf rechteckigem Schaft mit gefasten Kanten und Bildnische mit Kreuz auf dem Scheitel, 16. Jahrhundert                                                       | D-5-76-147-252 | BW   |

### Nagelhof
| Lage                  | Objekt     | Beschreibung                                                                                  | Akten-Nr.      | Bild |
| --------------------- | ---------- | --------------------------------------------------------------------------------------------- | -------------- | ---- |
| Nagelhof (Standort)   | Wegkapelle | Sandsteinquaderbau mit Steilsatteldach bezeichnet „1786“; mit Ausstattung                     | D-5-76-147-257 | BW   |
| Nagelhof 1 (Standort) | Wohnhaus   | Erdgeschossiger, verputzter Massivbau mit Steilsatteldach und Fachwerkgiebel, 18. Jahrhundert | D-5-76-147-258 | BW   |
| Nagelhof 2 (Standort) | Wohnhaus   | Zweigeschossiger, verputzter Massivbau mit Satteldach und Fachwerkgiebel, bezeichnet „1786“   | D-5-76-147-259 | BW   |

### Schnittling
| Lage                      | Objekt                      | Beschreibung | Akten-Nr.      | Bild |
| ------------------------- | --------------------------- | --- | -------------- | ---- |
| In Schnittling (Standort) | Ehemaliges Bauernhaus       | Erdgeschossiger, giebelständiger und verputzter Sandsteinquaderbau mit Steilsatteldach, um 1860                                             | D-5-76-147-264 | BW   |
| In Schnittling (Standort) | Backhaus                    | Sandsteinquaderbau mit Satteldach, 19. Jahrhundert                                                                                          | D-5-76-147-264 | BW   |
| Schnittling 1 (Standort)  | Hopfenbauernhaus            | Erdgeschossiger, giebelständiger und teilweise verputzter Sandsteinquaderbau mit Steilsatteldach, erste Hälfte 19. Jahrhundert              | D-5-76-147-261 | BW   |
| Schnittling 2 (Standort)  | Ehemaliges Hopfenbauernhaus | Erdgeschossiger, giebelständiger und teilweise verputzter Sandsteinquaderbau mit gebrochenem Steilsatteldach, zweite Hälfte 19. Jahrhundert | D-5-76-147-262 | BW   |
| Schnittling 4 (Standort)  | Bauernhaus                  | Erdgeschossiger, traufseitiger Sandsteinquaderbau mit Steilsatteldach, zweite Hälfte 19. Jahrhundert                                        | D-5-76-147-263 | BW   |
| Schnittling 7 (Standort)  | Bauernhaus                  | Zweigeschossiger, giebelständiger Sandsteinquaderbau mit Steilsatteldach, um 1850                                                           | D-5-76-147-265 | BW   |
| Schnittling 7 (Standort)  | Scheune                     | Sandsteinquaderbau mit Steilsatteldach, gleichzeitig                                                                                        | D-5-76-147-265 | BW   |
| Haus Nummer 11 (Standort) | Hopfenbauernhaus            | Erdgeschossiger, giebelständiger Sandsteinquaderbau mit Steilsatteldach, um Mitte 19. Jahrhundert                                           | D-5-76-147-266 | BW   |
| Schnittling 16 (Standort) | Katholische Ortskapelle     | Sandsteinquaderbau mit Satteldach und Dachreiter, rückseitig abgewalmt, 18. Jahrhundert, 1821 vergrößert; mit Ausstattung                   | D-5-76-147-260 | BW   |

### Stiegelmühle
| Lage                       | Objekt                                  | Beschreibung | Akten-Nr.      | Bild |
| -------------------------- | --------------------------------------- | --- | -------------- | ---- |
| Stiegelmühle 40 (Standort) | Stiegelmühle, ehemalige Mühle, Wohnhaus | Zweigeschossiger, traufseitiger Steilsatteldachbau mit Aufzugserker, bezeichnet „1746“                                 | D-5-76-147-267 | BW   |
| Stiegelmühle 40 (Standort) | Stiegelmühle, Scheune                   | Erdgeschossiger Sandsteinquaderbau mit Steilsatteldach und Fachwerkgiebel, erste Hälfte 19. Jahrhundert                | D-5-76-147-267 | BW   |
| Stiegelmühle 40 (Standort) | Stiegelmühle, Nebengebäude              | Kleiner, erdgeschossiger und verputzter Massivbau mit Steilsatteldach und Fachwerkgiebel, erste Hälfte 19. Jahrhundert | D-5-76-147-267 | BW   |

### Stockheim
| Lage                    | Objekt                            | Beschreibung | Akten-Nr.      | Bild                              |
| ----------------------- | --------------------------------- | --- | -------------- | --------------------------------- |
| Stockheim 1 (Standort)  | Wohnstallhaus eines Dreiseithofes | Erdgeschossiger Sandsteinquaderbau mit Steilsatteldach und Fachwerkgiebel, erste Hälfte 19. Jahrhundert              | D-5-76-147-269 | Wohnstallhaus eines Dreiseithofes |
| Stockheim 1 (Standort)  | Wirtschaftsgebäude                | Rechtwinklig angebaut, erdgeschossiger Sandsteinquaderbau mit Steilsatteldach über Substruktionsmauern, gleichzeitig | D-5-76-147-269 | BW                                |
| Stockheim 13 (Standort) | Ehemaliges Bauernhaus             | Erdgeschossiger, traufseitiger Sandsteinquaderbau mit Steilsatteldach, Mitte 19. Jahrhundert                         | D-5-76-147-272 | BW                                |
| Stockheim 16 (Standort) | Scheune                           | Erdgeschossiger Sandsteinquaderbau mit Steilsatteldach und Fachwerkgiebel, 19. Jahrhundert                           | D-5-76-147-270 | BW                                |
| In Stockheim (Standort) | Katholische Ortskapelle           | Sandsteinquaderbau mit Satteldach und Dachreiter, rückseitig abgewalmt, 1863; mit Ausstattung                        | D-5-76-147-268 | Katholische Ortskapelle           |

### Straßenhaus
| Lage                                                                    | Objekt                | Beschreibung | Akten-Nr.      | Bild           |
| ----------------------------------------------------------------------- | --------------------- | --- | -------------- | -------------- |
| Straßenhaus 4 (Standort)                                                | Wegkapelle            | Kleiner verputzter Massivbau mit Satteldach und Dachreiter, 19. Jahrhundert                                           | D-5-76-147-275 | BW             |
| Straßenhaus 6 (Standort)                                                | Ehemaliges Bauernhaus | Erdgeschossiger, traufseitiger und verputzter Massivbau mit Steilsatteldach und Fachwerkgiebel, Mitte 19. Jahrhundert | D-5-76-147-273 | BW             |
| Am Grasigen Weg; an der Südseite der Straße gegen Wasserzell (Standort) | Steinkreuz            | Sandstein, nachmittelalterlich                                                                                        | D-5-76-147-274 | weitere Bilder |

### Theilenberg
| Lage                                                               | Objekt                                 | Beschreibung | Akten-Nr.      | Bild           |
| ------------------------------------------------------------------ | -------------------------------------- | --- | -------------- | -------------- |
| Theilenberg 20a (Standort)                                         | Katholische Pfarrkirche St. Wenzeslaus | Verputzter Satteldachbau mit eingezogenem Rechteckchor und Chorturm mit Spitzhelm, Langhaus und Chor flachgedeckt, im Kern mittelalterlich, Langhauserweiterung 1714 und 1879, Turmaufbau von Matthias Seybold, 1753; mit Ausstattung | D-5-76-147-279 | weitere Bilder |
| Theilenberg 20a (Standort)                                         | Kirchhofummauerung                     | Teile, Sandsteinquadermauer, 17./18. Jahrhundert | D-5-76-147-279 | BW             |
| Theilenberg 21 (Standort)                                          | Ehemaliges Bauernhaus                  | Zweigeschossiger, giebelständiger Sandsteinquaderbau mit Steilsatteldach und Gurtgesims, Mitte 19. Jahrhundert | D-5-76-147-310 | BW             |
| Theilenberg 21; auf der gegenüberliegenden Straßenseite (Standort) | Scheune                                | Erdgeschossiger Fachwerk- und Sandsteinquaderbau mit Steilsatteldach, 18./19. Jahrhundert | D-5-76-147-310 | BW             |
| Theilenberg 22 (Standort)                                          | Ehemaliges Bauernhaus                  | Ein- bis zweigeschossiger, giebelständiger und verputzter Sandsteinquaderbau mit Frackdach und Fachwerkobergeschoss- und giebel, 18. Jahrhundert                                                                                      | D-5-76-147-277 | BW             |
| Theilenberg 22 (Standort)                                          | Scheune                                | Traufseitiger Sandsteinquaderbau mit Steilsatteldach und Fachwerkgiebel, um erste Hälfte 19. Jahrhundert | D-5-76-147-277 | BW             |
| Theilenberg 24 (Standort)                                          | Scheune                                | Erdgeschossiger, traufseitiger Sandsteinquaderbau mit Steilsatteldach und Fachwerkgiebel, bezeichnet „1831“ | D-5-76-147-276 | BW             |
| Theilenberg 33 (Standort)                                          | Ehemalige Pfarrscheune                 | Traufseitiger, verputzter Massivbau mit Steilsatteldach, bezeichnet „1869“ | D-5-76-147-278 | BW             |
| Geyersberg; In Theilenberg; Fußweg nach Untererlbach (Standort)    | Wegkapelle                             | Verputzter Massivbau mit Satteldach, um 1750 | D-5-76-147-280 | Wegkapelle     |
| Langenäcker; Fußweg nach Untererlbach, am Waldrand (Standort)      | Wegkapelle                             | Verputzter Massivbau mit Satteldach, um 1750 | D-5-76-147-281 | Wegkapelle     |
| Thonleite; Fußweg nach Hohenrad (Standort)                         | Wegkapelle                             | Sandsteinquaderbau mit Satteldach, bezeichnet „1876“ | D-5-76-147-282 | Wegkapelle     |

### Untererlbach
| Lage                       | Objekt                                                                    | Beschreibung | Akten-Nr.      | Bild |
| -------------------------- | ------------------------------------------------------------------------- | --- | -------------- | ---- |
| Untererlbach 3 (Standort)  | Ehemaliges von Rieter'sches Schlossgut, dann von Brandis'sches Schlossgut | | D-5-76-147-284 | BW   |
| Untererlbach 3 (Standort)  | Herrenhaus                                                                | Zweigeschossiger, traufseitiger und verputzter Sandsteinquaderbau mit Satteldach und zwei Halbrundtürmen, bezeichnet „1788“ | D-5-76-147-284 | BW   |
| Untererlbach 3 (Standort)  | Hofmauer                                                                  | Sandsteinquader, wohl 18. Jahrhundert                                                                                       | D-5-76-147-284 | BW   |
| Untererlbach 13 (Standort) | Ehemaliges Hopfenbauernhaus                                               | Erdgeschossiger, traufseitiger und teilweise verputzter Sandsteinquaderbau mit Steilsatteldach, bezeichnet „1876“           | D-5-76-147-286 | BW   |
| Untererlbach 13 (Standort) | Scheune                                                                   | Giebelständiger, verputzter Sandsteinquaderbau mit Steilsatteldach, wohl gleichzeitig                                       | D-5-76-147-286 | BW   |

### Wasserzell
| Lage                                            | Objekt                                 | Beschreibung | Akten-Nr.      | Bild           |
| ----------------------------------------------- | -------------------------------------- | --- | -------------- | -------------- |
| An der Bahn ()                                  | Felsenkeller-Eingang                   | Sandsteinquader-Türgewände, erste Hälfte 19. Jahrhundert; nicht nachqualifiziert                                                                            | D-5-76-147-294 |                |
| Mosbacher Straße 1; Gmünder Straße 3 (Standort) | Ehemaliges Hopfenbauernhaus            | erdgeschossiger, traufseitiger Sandsteinquaderbau auf hohem Sockelgeschoss mit gebrochenem Steilsatteldach und Fachwerkgiebel, bezeichnet „1855“            | D-5-76-147-288 | BW             |
| Mosbacher Straße 1; Gmünder Straße 3 (Standort) | Ehemaliges Bauernhaus                  | Erdgeschossiger, giebelständiger Fachwerkbau mit Steilsatteldach, 17./18. Jahrhundert                                                                       | D-5-76-147-288 | BW             |
| Mosbacher Straße 1; Gmünder Straße 3 (Standort) | Hofummauerung und Torbogen             | | D-5-76-147-288 | BW             |
| Gmünder Straße 16 (Standort)                    | Kleinhaus                              | Erdgeschossiger, traufseitiger Sandsteinquaderbau mit Steilsatteldach und Fachwerkgiebel, erste Hälfte 19. Jahrhundert                                      | D-5-76-147-291 | BW             |
| Stephanusstraße 1 (Standort)                    | Katholische Filialkirche St. Stephanus | Sandsteinquaderbau mit Steilsatteldach und Chorturm mit Zeltdach, im Kern 14. Jahrhundert, Umbauten 18. Jahrhundert, Turmobergeschoss 1846; mit Ausstattung | D-5-76-147-292 | weitere Bilder |
| Stephanusstraße 3 (Standort)                    | Hopfenbauernhaus                       | Erdgeschossiger Steilgiebelbau, verputztes Fachwerk, 18./19. Jahrhundert                                                                                    | D-5-76-147-290 | BW             |
| Stephanusstraße 6 (Standort)                    | Ehemaliges Hopfenbauernhaus            | Erdgeschossiger, traufseitiger und verputzter Sandsteinquaderbau mit gebrochenem Steilsatteldach und Fachwerkgiebel, um Mitte 19. Jahrhundert               | D-5-76-147-289 | BW             |
| Von Wasserzell nach Spalt (Standort)            | Bildstock                              | Sandsteinpfeiler mit quadratischem Querschnitt und abgefasten Kanten, vermutlich ehemals mit Bildtafeln und Bekrönung, wohl 18. Jahrhundert                 | D-5-76-147-293 | BW             |

### Wernfels
| Lage                                            | Objekt                                                                                        | Beschreibung | Akten-Nr.      | Bild                                 |
| ----------------------------------------------- | --------------------------------------------------------------------------------------------- | --- | -------------- | ------------------------------------ |
| Burgweg 9 (Standort)                            | Burg Wernfels, Burggrafenveste                                                                | Palas, dreigeschossiger Sandsteinquaderbau mit westlich abgewalmtem Satteldach, schmalem dreigeschossigem Seitenflügel an der Nordwestseite mit Walmdach und im Winkel eingestelltem, polygonalem Treppenturm an der Westseite, um 1270/80 über Resten eines Vorgängerbaus wohl des 12. Jahrhunderts, Erneuerung und Ausbau um 1600, Umgestaltung im Inneren von Maurizio Pedetti 1759, historistische Renovierung im Inneren letztes Viertel 19. Jahrhundert; mit Ausstattung | D-5-76-147-295 | weitere Bilder                       |
| Burgweg 9 (Standort)                            | Burg Wernfels, Torhaus der Vorburg                                                            | Zweigeschossiger, traufseitiger und verputzter Sandsteinquaderbau mit Fachwerkobergeschoss und flachgedeckter Durchfahrt, Satteldach westlich abgewalmt, im Kern spätmittelalterlich, Obergeschoss 1766 | D-5-76-147-295 | Burg Wernfels, Torhaus der Vorburg   |
| Burgweg 9 (Standort)                            | Burg Wernfels, Torhaus der Hauptburg                                                          | Zweigeschossiger, giebelständiger Sandsteinquaderbau mit Satteldach und flachgedeckter Durchfahrt, im Kern spätmittelalterlich, Umbau um 1600 | D-5-76-147-295 | Burg Wernfels, Torhaus der Hauptburg |
| Burgweg 9 (Standort)                            | Burg Wernfels, profanierte Kapelle St. Anna                                                   | Zweigeschossiger, verputzter Sandsteinquaderbau mit Mansarddach, 1696 | D-5-76-147-295 | BW                                   |
| Burgweg 9 (Standort)                            | Burg Wernfels, ehemaliges Bedienstetenhaus                                                    | Zweigeschossiger, verputzter Sandsteinquaderbau mit Mansarddach und Fachwerkgiebel, 1785 | D-5-76-147-295 | BW                                   |
| Burgweg 9 (Standort)                            | Burg Wernfels, Halsgraben an der Westseite und Ringmauer                                      | Sandsteinquader, spätmittelalterlich | D-5-76-147-295 | BW                                   |
| Burgweg 9 (Standort)                            | Burg Wernfels, Einfriedung des ehemaligen Gartens                                             | Backsteinmauer mit Sandsteinpfeilern, wohl 19. Jahrhundert | D-5-76-147-295 | BW                                   |
| Dorfplatz 1 (Standort)                          | Zwei Inschrifttafeln                                                                          | Sandstein, bezeichnet „1761“ | D-5-76-147-299 | BW                                   |
| Dorfplatz 2 (Standort)                          | Ehemaliges Bauernhaus                                                                         | Zweigeschossiger, verputzter Massivbau mit Steilsatteldach und Fachwerkobergeschoss, bezeichnet „1693“ | D-5-76-147-297 | Ehemaliges Bauernhaus                |
| Dorfplatz 2 (Standort)                          | Scheune                                                                                       | Verputzter Sandsteinquaderbau mit Steilsatteldach und Fachwerkgiebel, wohl 18. Jahrhundert | D-5-76-147-297 | Scheune                              |
| Stiegelmühler Straße; im unteren Ort (Standort) | Wegkapelle                                                                                    | Verputzter Sandsteinquaderbau mit Satteldach und Ädikulafront, 18./19. Jahrhundert | D-5-76-147-303 | Wegkapelle                           |
| Burgweg; Burgweg 5; vor dem Burgtor (Standort)  | Wegkapelle                                                                                    | Verputzter Sandsteinquaderbau mit Satteldach, um 1700 | D-5-76-147-302 | Wegkapelle                           |
| Kirchenweg 2 (Standort)                         | Ehemaliges Kleinbauernhaus                                                                    | Erdgeschossiger, teilweise verputzter Sandsteinquaderbau mit Steilsatteldach, erste Hälfte 19. Jahrhundert | D-5-76-147-296 | BW                                   |
| Kirchenweg 2 (Standort)                         | Scheune                                                                                       | Erdgeschossiger, giebelständiger Sandsteinquaderbau mit gebrochenem Steilsatteldach und Fachwerkgiebel, 19. Jahrhundert | D-5-76-147-296 | BW                                   |
| Unter der Burg 4 (Standort)                     | Ehemaliges Gasthaus zur Linde                                                                 | Erdgeschossiger Sandsteinquaderbau mit Kellergeschoss und Steilsatteldach, um 1880 | D-5-76-147-301 | BW                                   |
| Wassermungenauer Straße 1 (Standort)            | Ehemaliges Wohnstallhaus                                                                      | Erdgeschossiger, giebelständiger Sandsteinquaderbau mit Steilsatteldach, um 1860/70 | D-5-76-147-298 | BW                                   |
| Wassermungenauer Straße 1 (Standort)            | Scheune                                                                                       | Sandsteinquaderbau mit Steilsatteldach, 19. Jahrhundert | D-5-76-147-298 | BW                                   |
| Wassermungenauer Straße 2 (Standort)            | Ehemaliges Gasthaus Zur Krone                                                                 | Zweigeschossiger, giebelständiger Sandsteinquaderbau mit gebrochenem Steilsatteldach, bezeichnet „1865“ | D-5-76-147-312 | Ehemaliges Gasthaus Zur Krone        |
| Wassermungenauer Straße 2 (Standort)            | Teile des Nebengebäudes eines ehemaligen fürstbischöflichen Gutshofes, vielleicht Gesindehaus | Erdgeschossiger, teils verputzter Sandsteinquaderbau mit Satteldach und Kelleranlage, bezeichnet „1756“ | D-5-76-147-312 | BW                                   |
| Weingärten; am Weg nach Theilenberg (Standort)  | Bildstock                                                                                     | Sandsteinsäule mit Bildnische, 17./18. Jahrhundert | D-5-76-147-304 | Bildstock                            |

### Keinem Ortsteil zugeordnet
| Lage | Objekt                                                | Beschreibung | Akten-Nr.      | Bild |
| --- | ----------------------------------------------------- | --- | -------------- | ---- |
| Im Forst; Oberbreitichweg; Nagelholz; Hügelmühle; Im Gsteinig; Im Bühl; Fünfbronn 47; Heid; Mosbach 27; Am Totenweg; Baumgarten () | Grenzsteine der Fraischgrenze Pflegamt Wernfels-Spalt | Sandstein, überwiegend bezeichnet und reliefiert mit Bischofsstab und markgräflichem Adler; Nr. 7, 8, bezeichnet mit „1717“; Nr. 10, bezeichnet mit „1737“; Nr. 11, verm. 1. Hälfte 18. Jahrhundert; Nr. 19, 21, vermutlich 1. Hälfte 18. Jahrhundert; Nr. 27, bezeichnet mit „1617“; Nr. 29, vermutlich 1. Hälfte 18. Jahrhundert; Nr. 43, 18. Jahrhundert; Nr. 44, 45, 47, verm. 18. Jahrhundert; Nr. 50, bezeichnet mit „1770“; zugehörig Grenzsteine Nr. 3, 67, 68, 70, siehe Stadt Abenberg; zugehörig Grenzsteine Nr. 55 und 56, siehe Markt Absberg; zugehörig Grenzstein Nr. 61, siehe Gemeinde Haundorf | D-5-76-147-331 |      |

## Ehemalige Baudenkmäler
In diesem Abschnitt sind Objekte aufgeführt, die früher einmal in der Denkmalliste eingetragen waren, jetzt aber nicht mehr. Objekte, die in anderem Zusammenhang also z. B. als Teil eines Baudenkmals weiter eingetragen sind, sollen hier nicht aufgeführt werden. Aktennummern in diesem Abschnitt sind ehemalige, jetzt nicht mehr gültige Aktennummern.

| Lage                                                                                 | Objekt                                  | Beschreibung | Akten-Nr.      | Bild            |
| ------------------------------------------------------------------------------------ | --------------------------------------- | --- | -------------- | --------------- |
| Spalt Enderndorfer Straße ()                                                         | Wegkapelle                              | 18./19. Jahrhundert | D-5-76-147-32  |                 |
| Spalt Fröschau 1 (Standort)                                                          | Ackerbürgerhaus                         | Zweigeschossiger, giebelständiger und verputzter Massivbau mit Steilsatteldach und Fachwerkgiebel, 18./frühes 19. Jahrhundert                           | D-5-76-147-39  | Ackerbürgerhaus |
| Spalt Güsseldorfer Straße 8 (bei der Kapelle) ()                                     | Bildstock                               | 18. Jahrhundert | D-5-76-147-78  | weitere Bilder  |
| Spalt Hans-Gruber-Straße 7 ()                                                        | Zugehörig Hopfenscheune                 | Fachwerkgiebel, erste Hälfte 19. Jahrhundert | D-5-76-147-84  |                 |
| Spalt Hauptstraße 13 (Standort)                                                      | Ehemaliges Gasthaus zur Traube          | Zweigeschossiger Giebelbau, Fachwerk verputzt, 18. Jahrhundert, seitlich Torbogen-Einfahrt                                                              | D-5-76-147-89  | BW              |
| Spalt Hauptstraße 15 (Standort)                                                      | Ehemaliges Gasthaus Drei Mohren         | Stattlicher zweigeschossiger Giebelbau, Fachwerkgiebel, Vortreppe, 17./18. Jahrhundert                                                                  | D-5-76-147-91  | BW              |
| Spalt Hauptstraße 23 (Standort)                                                      | Hierzu Fachwerkscheune                  | 18. Jahrhundert | D-5-76-147-95  | BW              |
| Spalt Hauptstraße 34 (Standort)                                                      | Relief: Pferd                           | 20. Jahrhundert | D-5-76-147-101 | BW              |
| Spalt Pleinfelder Weg 1 (Standort)                                                   | Ehemaliges St. Emmeramsches Siechenhaus | Zweigeschossiger Satteldachbau, bezeichnet mit „1606“                                                                                                   | D-5-76-147-26  | BW              |
| Spalt Spitzenberg 2 (Standort)                                                       | Hausmadonna                             | | D-5-76-147-139 | BW              |
| Großweingarten Dorfstraße 35 (Standort)                                              | Bauernhaus                              | Erdgeschossiger Steilgiebelbau, Fachwerk verputzt, 18./19. Jahrhundert                                                                                  | D-5-76-147-192 | BW              |
| Großweingarten Dorfstraße 47 (Standort)                                              | Ehemaliges Pfarrhaus                    | Zweigeschossiger, traufseitiger Sandsteinquaderbau mit Steilsatteldach und nordöstlichem Fachwerksobergeschoss und -giebel, 1813                        | D-5-76-147-195 | BW              |
| Großweingarten Dorfstraße 59 (Standort)                                              | Türsturz                                | Sandstein, bezeichnet mit „1852“ | D-5-76-147-198 | BW              |
| Großweingarten Dorfstraße 60 (Standort)                                              | Ehemaliges Lehrerhaus                   | Erdgeschossiges Traufseithaus mit Krüppelwalmdach, wohl 1805 errichtet, erweitert 1886                                                                  | D-5-76-147-200 | BW              |
| Keilberg Baumgarten; neben der Kapelle ()                                            | Grenzstein                              | Wohl 18. Jahrhundert | D-5-76-147-232 |                 |
| Mosbach Löwenhof; an der Straße Mosbach-Hügelmühle, Abzweigung zu den Rezatwiesen () | Stumpf eines Bildstockes                | Um 1600 | D-5-76-147-255 |                 |
| Mosbach Mosbach 8 (Standort)                                                         | Kruzifix                                | Farblich gefasster Holzkorpus, giebelseitig am Haus angebracht, um 1750                                                                                 | D-5-76-147-251 | BW              |
| Stockheim Stockheim 4 (Standort)                                                     | Ehemaliges Gemeinde- oder Hirtenhaus    | Erdgeschossiger Sandsteinquaderbau, Mitte 19. Jahrhundert                                                                                               | D-5-76-147-271 | BW              |
| Trautenfurt Trautenfurt 1 ()                                                         | Scheune                                 | Sandsteinquaderbau mit Steilsatteldach und Fachwerkgiebel, bezeichnet „1861“                                                                            | D-5-76-147-283 |                 |
| Untererlbach Untererlbach 3 (Standort)                                               | Scheune                                 | Eingeschossiger Fachwerk- und Sandsteinquaderbau mit Halbwalmdach, dendrochronologisch datiert 1649/50, Erweiterung dendrochronologisch datiert 1714/15 | D-5-76-147-311 | BW              |
| Untererlbach Östlich des Ortes ()                                                    | Feldkapelle                             | 19. Jahrhundert | D-5-76-147-287 |                 |

## Abgegangene Baudenkmäler
In diesem Abschnitt sind Objekte aufgeführt, die früher einmal in der Denkmalliste eingetragen waren, jetzt aber nicht mehr existieren, z. B. weil sie abgebrochen wurden. Aktennummern in diesem Abschnitt sind ehemalige, jetzt nicht mehr gültige Aktennummern.

| Lage                                 | Objekt           | Beschreibung | Akten-Nr.      | Bild             |
| ------------------------------------ | ---------------- | --- | -------------- | ---------------- |
| Spalt Am Oberen Tor 4 (Standort)     | Bürgerhaus       | Zweigeschossiger, giebelständiger und verputzter Steilsatteldachbau mit verblechtem Fachwerkgiebel, 18./19. Jahrhundert                        | D-5-76-147-21  | BW               |
| Spalt Brauereigasse 5 (Standort)     | Bürgerhaus       | zweigeschossiger Giebelbau, im Kern Fachwerk, 18. Jahrhundert                                                                                  | D-5-76-147-28  | Bürgerhaus       |
| Spalt Brauereigasse 5 (Standort)     | Vortreppe        | | D-5-76-147-28  | BW               |
| Spalt Hofgasse 9 (Standort)          | Scheune          | Zweigeschossiger, teilweise verputzter Massiv- und Fachwerkbau mit Steilsatteldach, 18./19. Jahrhundert; nach Brand am 4. Mai 2018 abgebrochen | D-5-76-147-120 | Scheune          |
| Spalt Hofgasse 13 (Standort)         | Ackerbürgerhaus  | Giebelbau, Fachwerksobergeschoss, 17./18. Jahrhundert                                                                                          | D-5-76-147-121 | BW               |
| Spalt Weingarter Straße 1 (Standort) | Hopfenbauernhaus | in Ecklage, zweigeschossiger, verputzter Massivbau mit gebrochenem Steilsatteldach, erste Hälfte 19. Jahrhundert 2017 abgebrochen              | D-5-76-147-156 | Hopfenbauernhaus |
| Spalt Weingarter Straße 1 (Standort) | Nebengebäude     | östlich angebaut, zweigeschossiger, verputzter Massivbau mit gebrochenem Steilsatteldach, gleichzeitig 2017 abgebrochen                        | D-5-76-147-156 | Nebengebäude     |